# Vic-le-Comte
Vic-le-Comte est une commune française située dans le département du Puy-de-Dôme, en région Auvergne-Rhône-Alpes. Elle fait partie de l'aire d'attraction de Clermont-Ferrand et comptait 5 336 habitants au recensement de 2022.

## Géographie

### Localisation
Vic-le-Comte est située dans le Val d'Allier, à 19,6 km au sud-est de Clermont-Ferrand et 11,1 km au nord d'Issoire à vol d'oiseau. Une partie du territoire communal est couverte par les bois de la Comté.
La commune est aujourd'hui composée de deux bourgs : Vic et Longues, ainsi que de plusieurs villages : Lachaux, Enval, Bord, Lépétade, Charbonnier et Brolac.
Elle a fait partie, jusqu'en 2016, de la communauté de communes d'Allier Comté Communauté, intégrée dans le Pays du Grand Clermont. Elle est considérée comme le principal pôle de vie du sud de l'agglomération clermontoise.
Neuf communes sont limitrophes de Vic-le-Comte :
| Corent, Les Martres-de-Veyre | Saint-Maurice   | Laps        |
|                              | Vic-le-Comte    | Pignols     |
| Parent, Montpeyroux          | Yronde-et-Buron | Saint-Babel |

### Hydrographie
La commune est traversée à l'ouest par la rivière Allier.

### Climat
Pour des articles plus généraux, voir Climat d'Auvergne-Rhône-Alpes et Climat du Puy-de-Dôme.
En 2010, le climat de la commune est de type climat océanique dégradé des plaines du Centre et du Nord, selon une étude du Centre national de la recherche scientifique s'appuyant sur une série de données couvrant la période 1971-2000. En 2020, Météo-France publie une typologie des climats de la France métropolitaine dans laquelle la commune est exposée à un climat de montagne ou de marges de montagne et est dans la région climatique Nord-est du Massif Central, caractérisée par une pluviométrie annuelle de 800 à 1 200 mm, bien répartie dans l’année.
Pour la période 1971-2000, la température annuelle moyenne est de 10,6 °C, avec une amplitude thermique annuelle de 16,4 °C. Le cumul annuel moyen de précipitations est de 699 mm, avec 8 jours de précipitations en janvier et 6,8 jours en juillet. Pour la période 1991-2020, la température moyenne annuelle observée sur la station météorologique de Météo-France la plus proche, « Plauzat_sapc », sur la commune de Plauzat à 8 km à vol d'oiseau, est de 11,3 °C et le cumul annuel moyen de précipitations est de 606,8 mm,. Pour l'avenir, les paramètres climatiques de la commune estimés pour 2050 selon différents scénarios d'émission de gaz à effet de serre sont consultables sur un site dédié publié par Météo-France en novembre 2022.
| Mois                                  | jan.           | fév.            | mars           | avril         | mai             | juin          | jui.          | août           | sep.           | oct.            | nov.             | déc.           | année      |
| ------------------------------------- | -------------- | --------------- | -------------- | ------------- | --------------- | ------------- | ------------- | -------------- | -------------- | --------------- | ---------------- | -------------- | ---------- |
| Température minimale moyenne (°C)     | 0,2            | 0,2             | 2,4            | 4,8           | 8,2             | 11,7          | 13,5          | 13,4           | 10,1           | 7,9             | 3,5              | 0,9            | 6,4        |
| Température moyenne (°C)              | 3,7            | 4,2             | 7,4            | 10,2          | 13,8            | 17,6          | 19,7          | 19,5           | 15,8           | 12,5            | 7,2              | 4,3            | 11,3       |
| Température maximale moyenne (°C)     | 7,1            | 8,3             | 12,4           | 15,6          | 19,4            | 23,4          | 25,9          | 25,7           | 21,5           | 17,2            | 10,9             | 7,6            | 16,3       |
| Record de froid (°C) date du record   | −13,5 13.01.03 | −15,8 09.02.12  | −15,4 01.03.05 | −7,1 08.04.03 | −1,9 15.05.1995 | 2,1 04.06.01  | 5,2 17.07.00  | 3,1 30.08.1998 | 0,9 30.09.1995 | −7,2 29.10.1997 | −10,9 22.11.1998 | −13,8 15.12.01 | −15,8 2012 |
| Record de chaleur (°C) date du record | 22,1 30.01.02  | 22,8 20.02.1998 | 25,4 17.03.04  | 27,9 30.04.05 | 31,1 12.05.15   | 38,3 29.06.19 | 38,7 31.07.20 | 39,5 24.08.23  | 36,3 04.09.23  | 32 02.10.23     | 24,6 08.11.15    | 19,9 24.12.12  | 39,5 2023  |
| Précipitations (mm)                   | 29,2           | 21,2            | 27,9           | 56            | 75,8            | 64,3          | 72,8          | 70,3           | 52,7           | 52,9            | 53,4             | 30,3           | 606,8      |

## Urbanisme

### Typologie
Au 1er janvier 2024, Vic-le-Comte est catégorisée bourg rural, selon la nouvelle grille communale de densité à sept niveaux définie par l'Insee en 2022.
Elle appartient à l'unité urbaine de Vic-le-Comte, une unité urbaine monocommunale constituant une ville isolée,. Par ailleurs la commune fait partie de l'aire d'attraction de Clermont-Ferrand, dont elle est une commune de la couronne,. Cette aire, qui regroupe 209 communes, est catégorisée dans les aires de 200 000 à moins de 700 000 habitants,.

### Occupation des sols

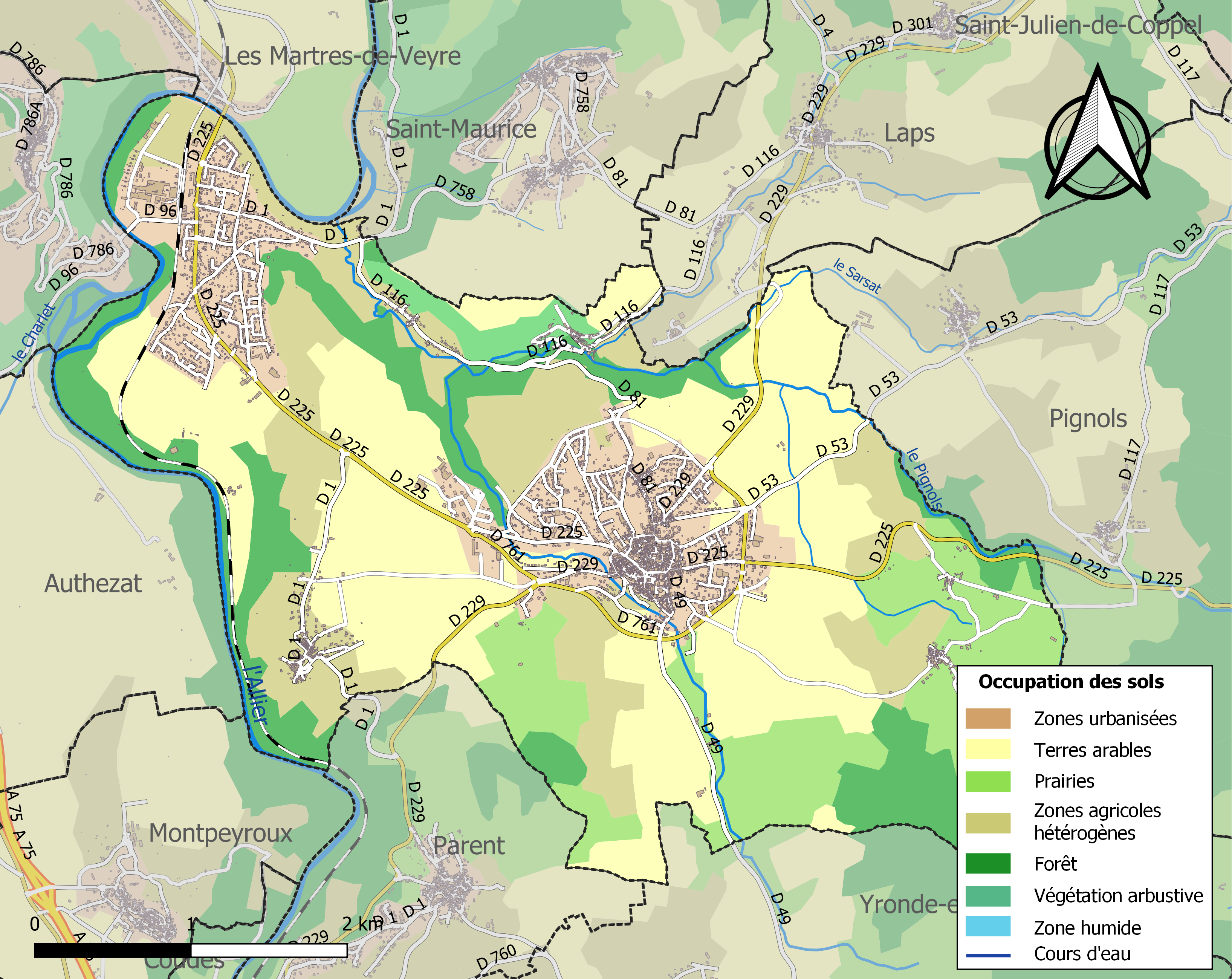
Carte des infrastructures et de l'occupation des sols de la commune en 2018 (CLC).

L'occupation des sols de la commune, telle qu'elle ressort de la base de données européenne d’occupation biophysique des sols Corine Land Cover (CLC), est marquée par l'importance des territoires agricoles (63,2 % en 2018), en diminution par rapport à 1990 (65,6 %). La répartition détaillée en 2018 est la suivante : terres arables (32,4 %), forêts (19,6 %), zones agricoles hétérogènes (17,5 %), zones urbanisées (15,7 %), prairies (13,3 %), milieux à végétation arbustive et/ou herbacée (1,5 %).
L'IGN met par ailleurs à disposition un outil en ligne permettant de comparer l’évolution dans le temps de l’occupation des sols de la commune (ou de territoires à des échelles différentes). Plusieurs époques sont accessibles sous forme de cartes ou photos aériennes : la carte de Cassini (XVIIIe siècle), la carte d'état-major (1820-1866) et la période actuelle (1950 à aujourd'hui).

### Lieux-dits, hameaux et écarts

#### Principaux villages et hameaux
- Enval

Enval se situe au nord de la commune, dans la vallée du ruisseau de Pignol. La vallée est encaissée, aux versants abrupt et au fond de vallée étroit au niveau du village, si bien que celui-ci est implanté à mi-pente du versant exposé au sud. Le village comprend des constructions troglodytiques profitant de  cavités préexistantes et dont l'occupation de certaines remontent à la préhistoire. Le château d'Enval se situe à la sortie ouest du village.
- Langlade

Langlade se situe à l'est de la commune. Ce village s'implante au pied du puy des Chaumes, sur un léger promontoire dominant le bourg de Vic.
- Lachaux

Le village de Lachaux est établi en rebord du plateau qui domine la vallée de l'Allier, à l'ouest de la commune. Le village historique s'est développé autour du château du même nom et présente un paysage pittoresque avec des constructions de qualité et une implantation en arc de cercle ouvrant sur la vallée. Celle-ci permet des vues lointaines sur la vallée en contrebas et sur le château de Chadieu situé sur l'autre rive. Cependant, les extensions pavillonnaires récentes au-dessus du village nuisent à la qualité paysagère du site.
- Les Pétades (ou Lepetades)

Situé dans le fond de la vallée du ruisseau de Pignol, à l'aval du village d'Enval, ce hameau est de constitution récente avec une majorité d'habitat pavillonnaire implanté autour des moulins plus anciens qui parsemaient cette partie de la vallée. Les constructions s'égrènent en village rue de part et d'autre de la route départementale 116.
- Bord

Le hameau de Bord se situe à l'est de la commune, au nord du village de Langlade. Il est essentiellement composé d'anciennes fermes qui reflètent la vocation agricole du territoire.
- Brolac

Ancien fief implanté au bord du court de l'Allier, à l'ouest de la commune, ce village disposait d'un bac pour traverser la rivière. À l'écart des principaux axes de circulation, l'urbanisation de ce hameau ne s'est pas développée.
- Charbonnier

Charbonnier est un petit hameau situé à la sortie est de Longues, au bord de l'Allier et en retrait de la route départementale 1.

#### Autres écarts
En dehors des villages et hameaux cités précédemment la commune comprend six écarts (fermes ou habitat isolé) : les Roches, les Basses Chaumes, Largente, Bourbouloux, l'Autard, Granieux (cet écart touche le village d'Enval).

### Voies de communication et transports

#### Voies routières
Vic-le-Comte bénéficie d'un accès autoroutier par l'A75 (sortie 4 depuis Clermont-Ferrand ou sortie 8 depuis Issoire).
Le territoire communal est traversé par les routes départementales suivantes :
- RD 1 de Mirefleurs à Parent via les lieux-dits Longues et, après un tronc commun avec la RD 225, Lachaux ;
- RD 49 vers Yronde-et-Buron ;
- RD 53 vers Pardines ;
- RD 81 du centre-ville au lieu-dit Enval ;
- RD 96 du lieu-dit Longues à Corent et Authezat ;
- RD 116 de Laps au lieu-dit Enval ;
- RD 225 des Martres-de-Veyre à Manglieu et Ambert via le centre-ville ;
- RD 229 de Billom à Coudes ;
- RD 761 contournant la ville par le sud.

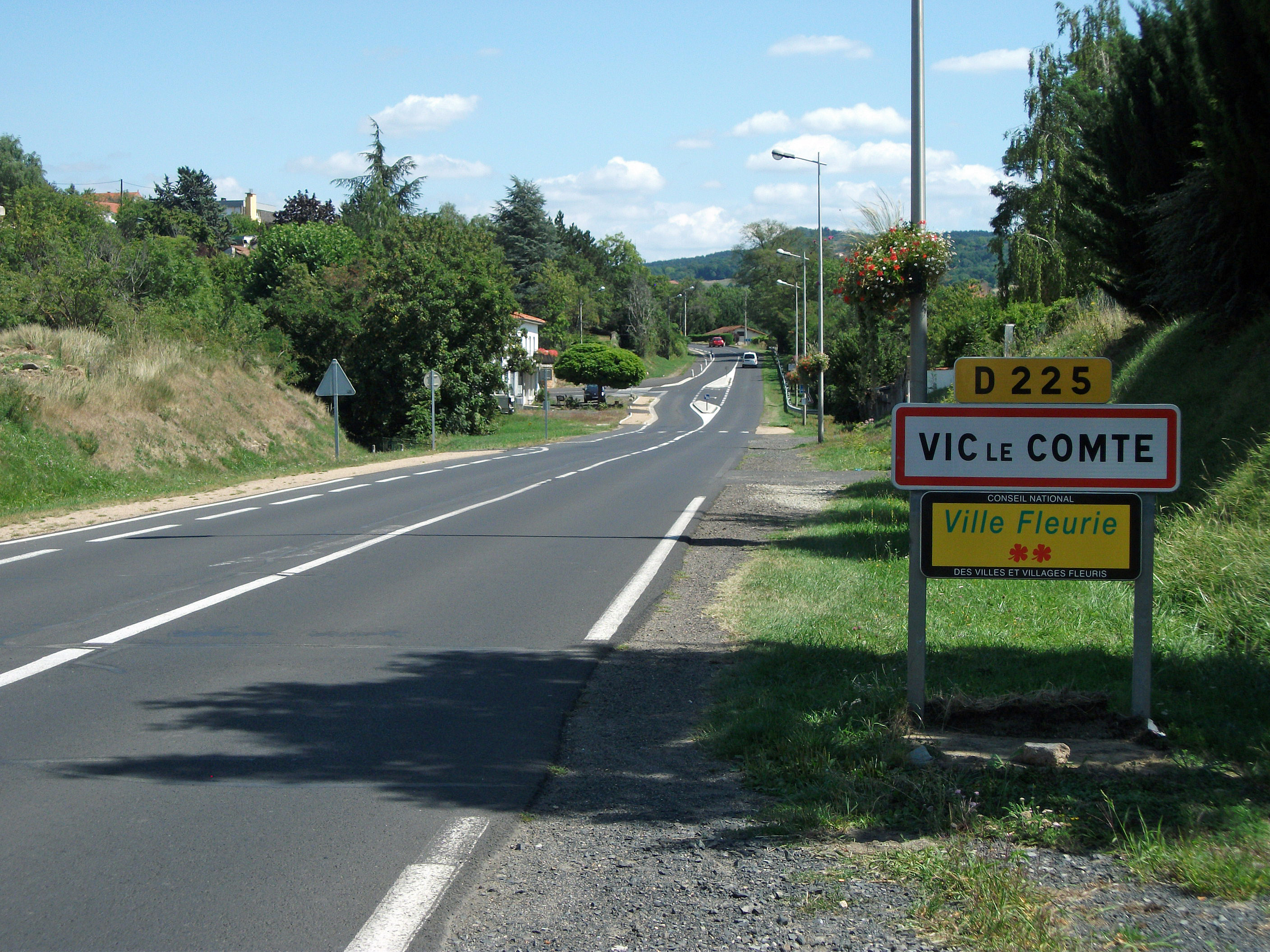
Entrée par la route départementale 225.
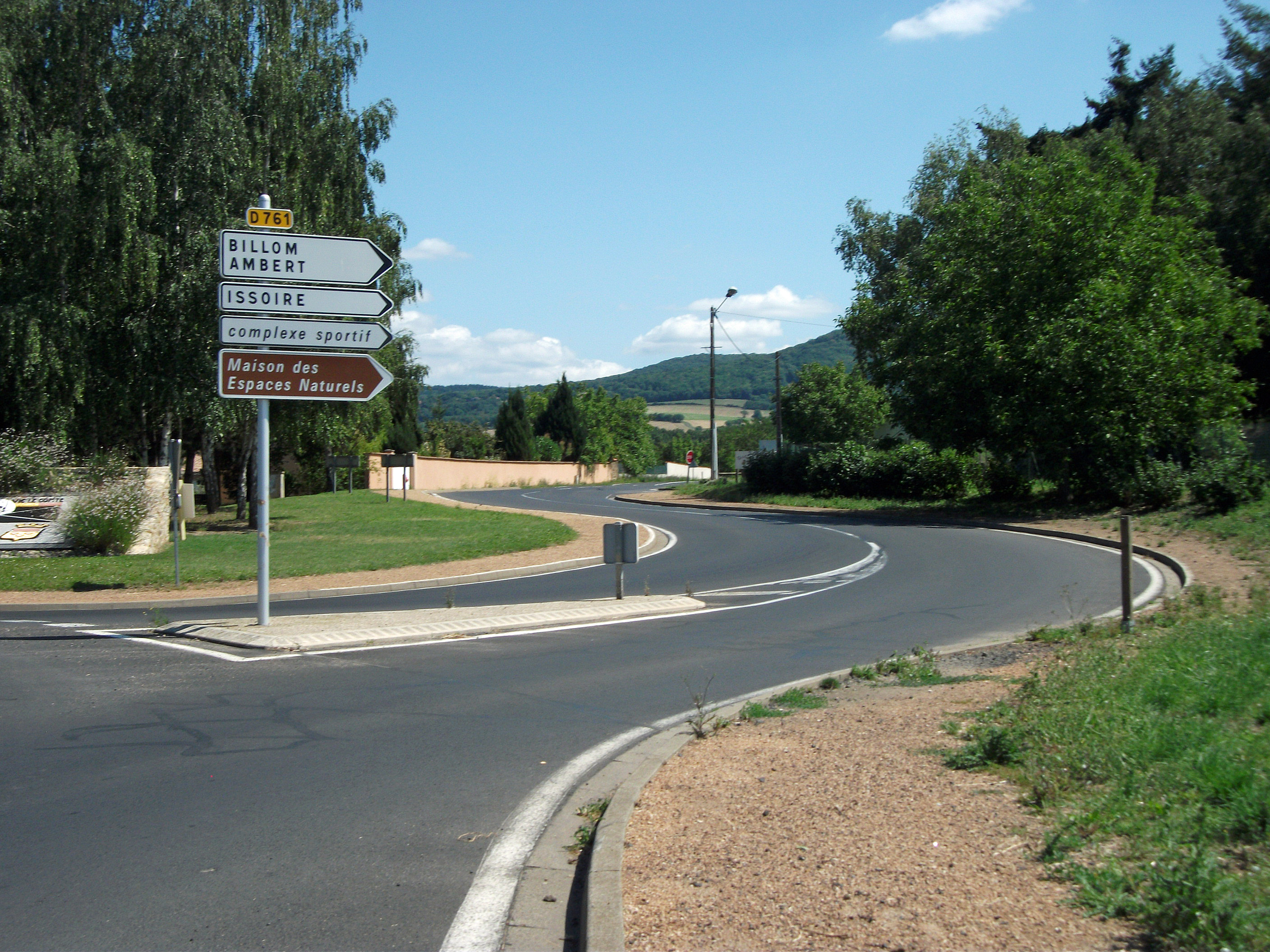
La route départementale 761 contourne la ville par le sud et l'est.
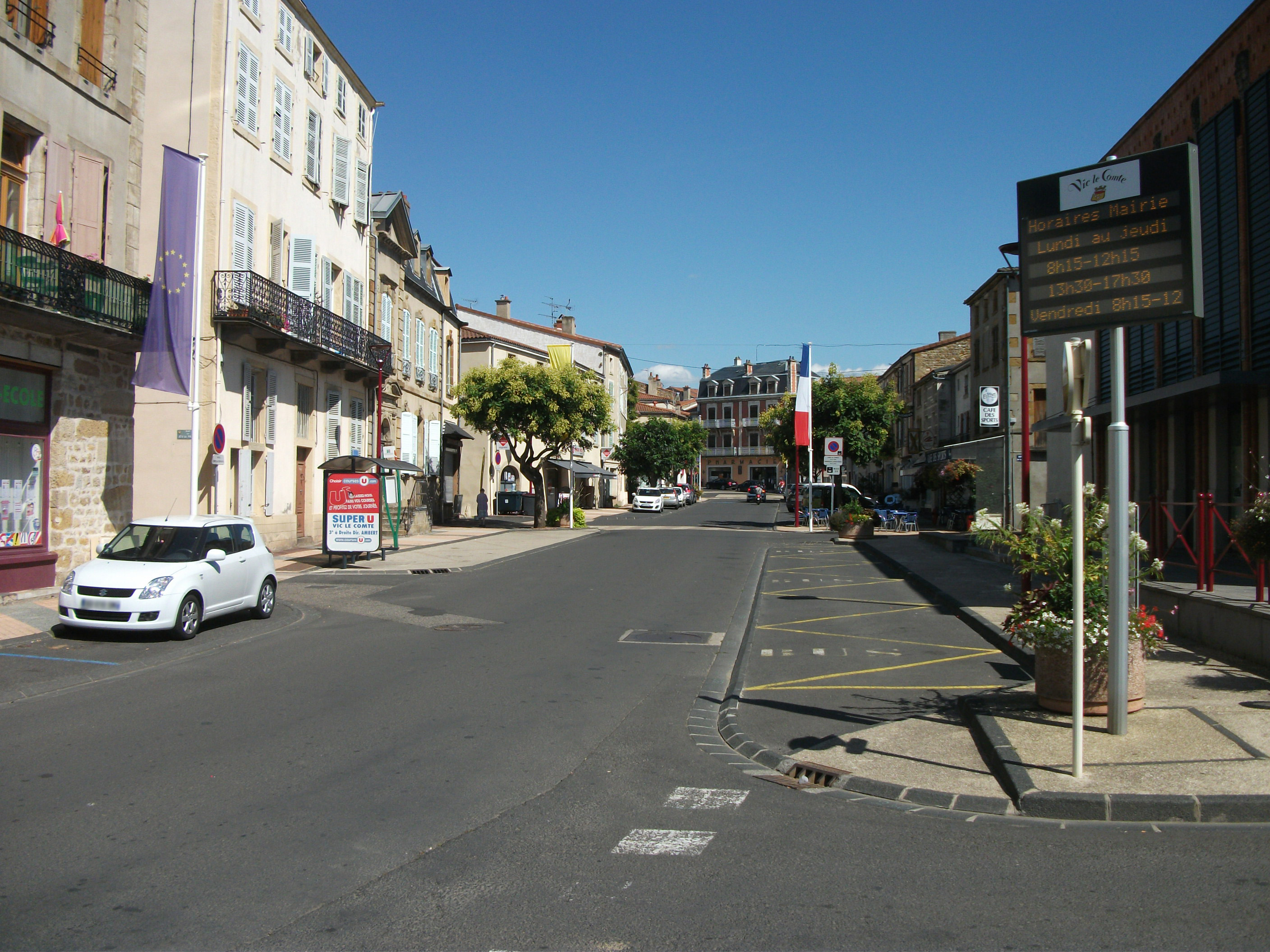
Boulevard du Jeu-de-Paume.

#### Transports ferroviaires

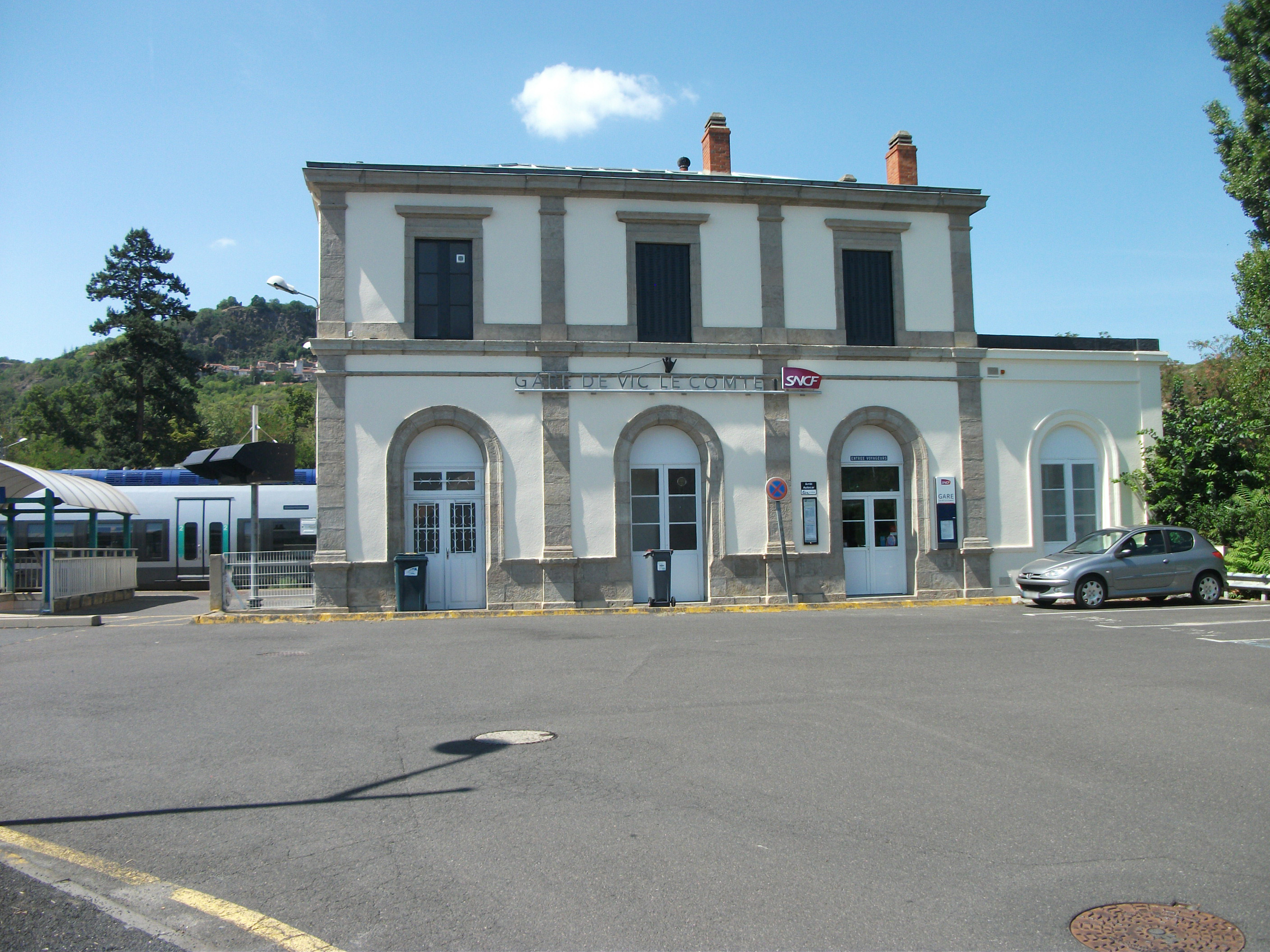
Bâtiment voyageurs de la gare.

Une gare SNCF, située sur la ligne de Saint-Germain-des-Fossés à Nîmes-Courbessac, est implantée au nord-ouest du territoire communal, au lieu-dit de Longues.
Vic-le-Comte est desservie par les trains TER Auvergne-Rhône-Alpes reliant Clermont-Ferrand au nord (quelques trains continuent au-delà vers Riom, Gannat ou Moulins-sur-Allier via Vichy) et Issoire ou Brioude au sud ; certaines missions sont terminus dans cette gare.

## Toponymie
Au cours de la période révolutionnaire de la Convention nationale (1792-1795), la commune a porté le nom de Vic-sur-Allier,.

## Histoire

### Préhistoire et protohistoire
Le village d'Enval situé au nord du bourg de Vic-le-Comte abrite un vaste site d’habitat en abri-sous-roche d'époque magdalénienne. L'escarpement gréseux est haut de plus de 40 mètres et long de plus d'un kilomètres et surplombe la rive droite (côté nord) du ruisseau de Pignols qui conflue avec l'Allier à moins de 2 km à l'ouest. Cette station comprend actuellement trois sites distincts : l'abri Durif,,,, l'abri Moliard et l'abri Enval 2. La relation entre les trois sites n'est pas encore clairement établie. Ils ont livrés de nombreux vestiges lithiques et fossiles dont certains ont été ramassés à plus de 200 kilomètres. D'autres stations de la même période préhistorique ont été découvertes à l'aval, dans le hameau de Charbonnier, dans le bourg de Longues (poignard découvert dans l'enclos de la Banque de France) ainsi que sur d'autres secteurs du territoire communal.
En raison du fort potentiel archéologique de cette partie du territoire communal, celui-ci fait l'objet d'une Zones de présomption de prescription archéologique.
Plusieurs autres vestiges allant de l'âge du bronze à l'âge du fer ont été découverts sur la commune et recensés dans la base patriarche concernant la commune.

### Moyen Âge

#### Duvicusgallo-romain auvicusmérovingien
L'ancienne église paroissiale (aujourd'hui presque entièrement disparue) dédiée à Saint-Pierre, était située à une vingtaine de mètres de l'église Saint-Jean-Baptiste dans laquelle se trouvait, jusqu'à la Révolution, les fonts baptismaux. Cet ensemble ecclésial serait l'un des tout premiers prieurés fondés par l'abbaye bénédictine de Manglieu. La date exacte de sa fondation demeure pour l'instant inconnue et se situerait entre le VIIe et le VIIIe siècle pour le premier auteur à avoir travaillé sur l'histoire de la commune, période reprise depuis dans les travaux plus récents. Ce prieuré aurait été fondé dans une des églises du groupe baptismal issu d'un chef-lieu d'une paroisse mérovingienne. Le noyau primitif urbain du village actuel se serait développé autour de cet enclos ecclésiale mais les investigations archéologiques manquent pour connaître avec plus de certitudes l'histoire urbaine de la ville des origines.

#### Aux origines de la Comté[31]

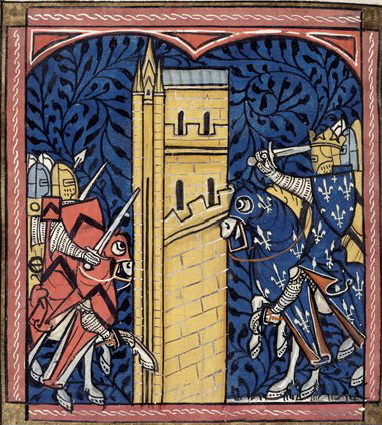
Les troupes de Guy II d'Auvergne combattant le roi de France Philippe-Auguste. Chroniques de Saint-Denis, British Library.

À l’avènement de Philippe Auguste, la marge de manœuvre du roi de France reste limitée en Auvergne, puisque le comté relève de la suzeraineté du duc d’Aquitaine, vassal du roi d'Angleterre depuis le mariage d'Aliénor d'Aquitaine avec Henri II Plantagenêt. Mais le roi de France recouvre la suzeraineté sur l’Auvergne en 1189 par le traité d’Azay-le-Rideau. Désormais, il peut agir directement sur les comtes d’Auvergne si ceux-ci manquent à leurs devoirs vassaliques.
Or le conflit permanent entre les évêques de Clermont et les comtes d'Auvergne s'accentue dès 1196 jusqu'à son paroxysme en 1210 où Guy II d'Auvergne attaque plusieurs abbayes dépendantes de l'épiscopat de Clermont dont l’abbaye de Mozac, alors sous protection royale. Philippe Auguste saisit alors cette occasion pour intervenir en Auvergne. Le roi engage tout d'abord des négociations par lettres. Après leur échec, il exploite les possibilités d’interventions qui lui sont offertes par le droit féodal et envoie des troupes en Auvergne.
Pour tenter de renverser un rapport de force qui lui est défavorable, Guy II renoue des contacts en 1212 avec le roi d'Angleterre Jean sans Terre alors en conflit avec Philippe Auguste. Mais malgré une théorique alliance anglaise, le comte Guy II se voit être défait par les armées du roi de France à la suite du siège de Tournoël en décembre 1213. Il est alors dépouillé de son comté dont une grande partie est confisquée par le roi de France. Le grand comté d'Auvergne déjà divisé entre le Dauphiné d'Auvergne créé en 1167, la seigneurie épiscopale de Clermont existante depuis 1202 et propriété de l'évêque de Clermont (agrandie après la confiscation des terres du comte) et le Comté d'Auvergne, comprend désormais une nouvelle partie sous contrôle royal, la Terre d'Auvergne dont la capitale est Riom.
Le Comté d'Auvergne se résume désormais à un petit territoire central de la Limagne autour de Vic-le-Comte sur lequel Guy II conserve ses droits ainsi que le titre de comte d'Auvergne. Les terres restées aux mains du comte se nomment désormais la Comté d'Auvergne. Vic devient dès lors la capitale de la Comté dans laquelle s'installeront désormais les comtes d'Auvergne et prend le nom de Vic-le-Comte.

#### La Comté d'Auvergne
Le comte d'Auvergne accorde une charte de franchise aux habitants de Vic-le-Comte en 1367. L'administration de la ville est confiée à quatre consuls élus par les habitants.
Bertrand VI de La Tour d'Auvergne et son épouse, Louise de La Trémoille, résolurent de faire construire un couvent de Cordeliers à Vic-le-Comte. La première pierre du couvent est posée le 17 mars 1473. L'église est consacrée par R. Bertrand d’Audigier, évêque de Bethléem, suffragant du cardinal de Bourbon, le 3 octobre 1484. Jeanne de Bourbon a demandé à être inhumée dans l'église du couvent.
La Comté d'Auvergne est restée dans les mains comtales jusqu'au mariage de Catherine de Médicis, comtesse d'Auvergne avec le roi Henri II. Le comté d'Auvergne passe alors à Henri de France jusqu'à ce qu'il devienne roi en 1574, et intègre alors le domaine du Roi.

### De la Renaissance à la Révolution
Lors de son Grand tour de France organisé par sa mère Catherine de Médicis, le jeune Charles IX accompagné de ses frères, après avoir dîné au château de Busséol (ou de Dieu-y-Soit selon les sources ,,), longea le lendemain l'Allier pour rejoindre la ville de Vic-le-Comte et y passer la nuit du 29 au 30 mars 1566,. Le jour suivant, il quitta Vic-le-Comte pour rejoindre Saint-Amant-Tallende.
Dans le contexte des Guerres de Religion, dans la lutte qui opposa la Ligue catholique au roi Henri IV, Vic-le-Comte subit un siège de vingt-sept jours et fut conquis par la Ligue le 7 octobre 1589. Une grande partie des Ligueurs étaient de Riom, ce qui entraîna ensuite des combats entre cette ville et celles de Clermont et Monferrand : « Les Clermontois faisaient de fréquentes sorties, et dans leurs courses rapides enlevaient tous ceux qui n'étaient pas des leurs, imposant un rachat considérable ou une rude prison. Des villages surpris et brûlés, des captures successives… ».

### Époque contemporaine

#### XIXesiècle

##### La faïencerie de Vic-le-Comte
Les évolutions politiques et économiques issues de la Révolution (loi Allarde de 1791 favorisant la libre entreprise, adjudication et vente des biens nationaux à partir de 1791), la demande de plus en plus importante en faïences dans la population rurale, et enfin le blocus continental vont favoriser l'essor d'une industrie de la faïence fine en France. Dans le département du Puy-de-Dôme, après celles de Clermont-Ferrand, Ravel et Billom, c'est Vic-le-Comte qui accueillera une fabrique sur son territoire. La date d'implantation de cette faïencerie n'est pas connue (un plan et une coupe d'un fourneau pour la faïencerie de Vic-le-Comte réalisé en 1789 par l'architecte Michel Amable Richier est conservé à la médiathèque de Clermont-Ferrand) mais son activité n'est certaine qu'à compter de 1829. La faïencerie est installée dans l'ancien couvent des Cordeliers, vendu comme bien national aux enchères publique le 5 février 1791. La production de faïence perdurera jusqu'en 1876. Aujourd'hui, les remaniements successifs des bâtiments ou leur démolition partielle ne permettent pas de retrouver le four ni aucune trace de cette activité manufacturière.

#### XXesiècle

##### Première Guerre Mondiale
Durant la première guerre mondiale, l'ancien couvent des Cordeliers, devenu quelques temps une faïencerie au cours du XIXe siècle, accueillera l'Hôpital Bénévole n°8 Bis de la XIIIe région militaire, administré par la municipalité. D'une capacité de 45 lits, il prendra en charge les soldats blessés ou gazés ainsi que ceux souffrant de traumatismes psychologiques. L'hôpital fonctionnera de 1914 à 1917.

##### La papeterie de la Banque de France
La papeterie qui fabrique le papier des billets émis par la Banque de France est située à Longues dans la commune de Vic-le-Comte. Elle y est installée depuis 1919, date de début de sa construction mais elle n'entrera en production qu'en 1923. Auparavant, c'était la papeterie de Biercy, encore appelée papeterie du Gouffre, installée dans la commune de Jouarre dans le département de Seine-et-Marne qui produisait le papier-monnaie de la Banque de France. Cette papeterie fut aménagée entre 1862 et 1865 et la Banque de France s'y installe à partir de 1876 afin de compléter la production de la papeterie de Crèvecœur-Marais sur la commune de Jouy-sur-Morin. Lors de la bataille de la Marne durant la Première Guerre mondiale, les Allemands sont à quelques kilomètres de la papeterie de Biercy. La Banque de France décide alors de reprendre en gestion directe la fabrication (papeterie et imprimerie) des billets, jusque-là confiée en partie à des sociétés privées comme celle de la papeterie de Jouy-sur-Morin et surtout de regrouper ces installations dans le centre de la France, en Auvergne, loin des frontières et des grands axes de circulation. C'est ainsi qu'en 1916, deux terrains sont acquis par la Banque de France : l’un à Chamalières, où sera créée l’imprimerie, l’autre à Vic-le-Comte, pour accueillir la papeterie. Le site de Vic-le-Comte sera d'ailleurs préféré à celui de Blanzat dans la vallée du Bédat. L'usine de Vic-le-Comte va dès lors progressivement remplacer celle de Biercy qu'elle supplantera définitivement en 1933.

## Politique et administration

### Découpage territorial
La commune de Vic-le-Comte est membre de la communauté de communes Mond'Arverne Communauté, un établissement public de coopération intercommunale (EPCI) à fiscalité propre créé le 1er janvier 2017 siégeant à Veyre-Monton, et par ailleurs membre d'autres groupements intercommunaux. De 2002 à 2016, elle était le siège de la communauté de communes Allier Comté Communauté.
Sur le plan administratif, elle est rattachée à l'arrondissement de Clermont-Ferrand, à la circonscription administrative de l'État du Puy-de-Dôme et à la région Auvergne-Rhône-Alpes. Vic-le-Comte dépendait auparavant du district de Billom en 1793 et était chef-lieu du canton de Vic-sur-Aillier, puis Vic-sur-Allier et enfin Vic-le-Comte.
Sur le plan électoral, elle dépend du canton de Vic-le-Comte pour l'élection des conseillers départementaux, depuis le redécoupage cantonal de 2014 entré en vigueur en 2015, et de la quatrième circonscription du Puy-de-Dôme pour les élections législatives, depuis le dernier découpage électoral de 2010.

### Élections municipales et communautaires
Hormis l'élection d'un maire UDF en 1995, réélu en 2001 sous l'étiquette UMP, les maires successifs sont issus du Parti Socialiste depuis 1986 et la municipalité actuelle dispose de trois membres de l'extrême gauche dans l'exécutif[réf. souhaitée].

#### Élections de 2020
Le conseil municipal de Vic-le-Comte, commune de plus de 1 000 habitants, est élu au scrutin proportionnel de liste à deux tours (sans aucune modification possible de la liste), pour un mandat de six ans renouvelable. Compte tenu de la population communale, le nombre de sièges à pourvoir lors des élections municipales de 2020 est de 29. Les vingt-neuf conseillers municipaux sont élus au premier tour avec un taux de participation de 51,10 %, se répartissant en : vingt-trois sièges issus de la liste d'Antoine Desforges (58,45% des suffrages exprimés) et six sièges issus de la liste de Dominique Scalmana (41,54% des suffrages exprimés).
Les sept sièges attribués à la commune au sein du conseil communautaire de la communauté de communes Mond'Arverne Communauté se répartissent en : six sièges issus de la liste d'Antoine Desforges (Liste d'union de la gauche) et un siège issu de la liste de Dominique Scalmana (Liste Divers Centre).

#### Chronologie des maires

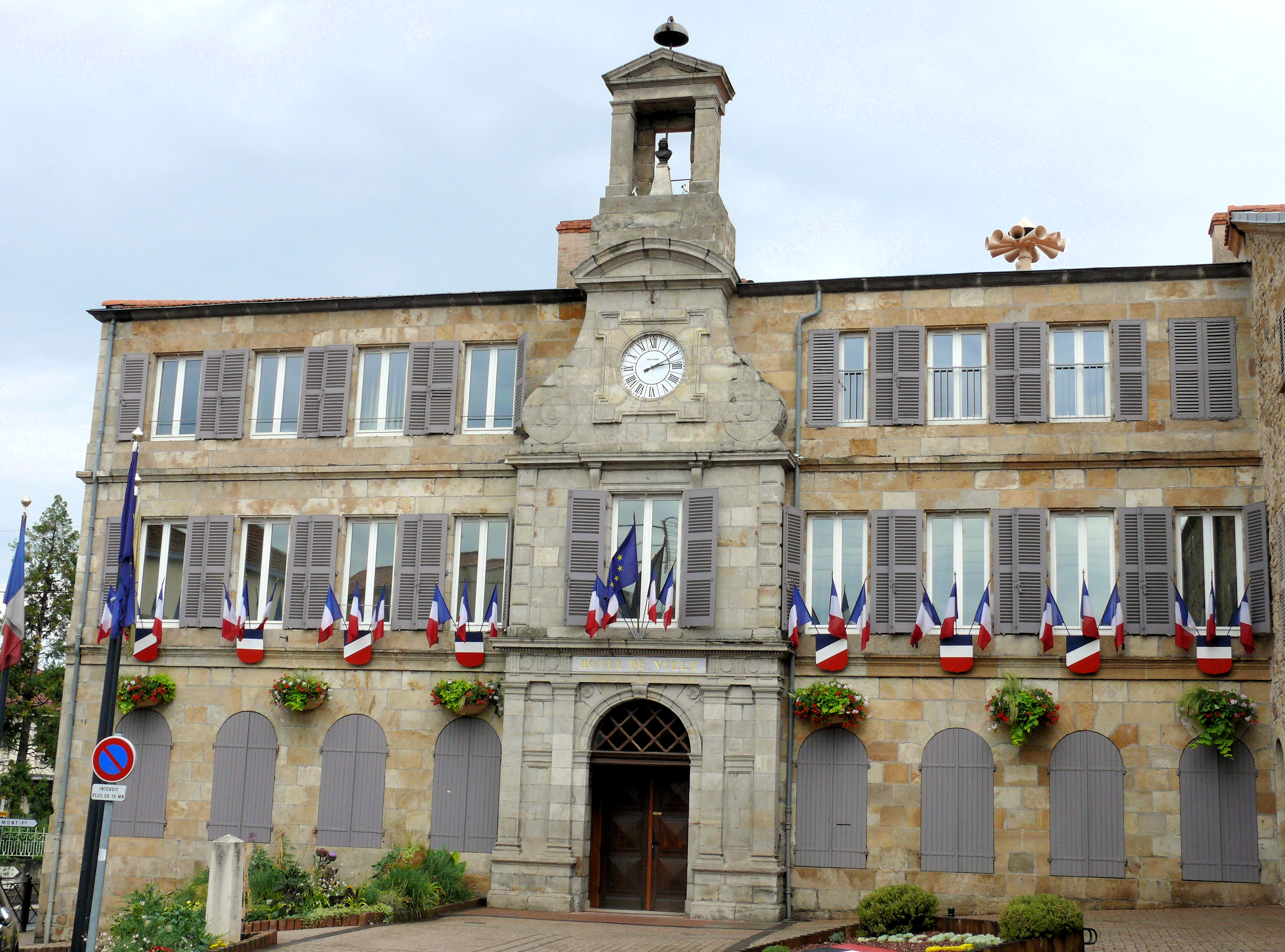
Hôtel de ville.

| Période                                  | Période                   | Identité                        | Étiquette       | Qualité                                                                                               |
| ---------------------------------------- | ------------------------- | ------------------------------- | --------------- | --- |
| Les données manquantes sont à compléter. |                           |                                 |                 | |
| 1800                                     | 1826                      | François Rougier                |                 | |
| 1826                                     | 1831                      | Jacques-Amable Tixier-Massonnet |                 | |
| 1831                                     | 1832                      | Jean-Baptiste Guyot-Lavaline    | GR              | Sénateur du Puy-de-Dôme (1879-1900) Conseiller général du canton de Vic-le-Comte (1856-1904)          |
| 1832                                     | 1847                      | François-Xavier Chalus          |                 | |
| 1847                                     | 1866                      | Jérôme Guyot-Lavaline           |                 | Propriétaire Conseiller général du canton de Vic-le-Comte (1848-1856)                                 |
| 1866                                     | 1870                      | Amable Tixier de Brolac         |                 | |
| 1870                                     | 1884                      | Charles Guyot-Lavaline          |                 | |
| 1884                                     | 1888                      | Justin Cormier                  |                 | |
| 1888                                     | 1912                      | Antoine Fabre                   | Rad.            | Pharmacien Député du Puy-de-Dôme (1908-1919) Conseiller général du canton de Vic-le-Comte (1904-1919) |
|                                          |                           | Hugues-André Boste              | Rad.            | Secrétaire général des Hospices Conseiller général du canton de Vic-le-Comte (1928-1940)              |
|                                          |                           | Alexis Chavarot                 | PCF             | Agriculteur Conseiller général du canton de Vic-le-Comte (1945-1946)                                  |
| 1947                                     | 1974                      | Marcel Chapelle                 |                 | |
| 1974                                     | 1986                      | Louis Paulet                    |                 | |
| 1986                                     | 1995                      | Henri Bertrand                  | PS              | Enseignant puis principal de collège                                                                  |
| 1995                                     | 2008                      | Roger Blanc                     | UDF-DL puis UMP | Éleveur Conseiller général du canton de Vic-le-Comte (1992-1998)                                      |
| 2008                                     | 2020                      | Roland Blanchet                 | PS              | Retraité Conseiller général du canton de Vic-le-Comte (1998-2015)                                     |
| 2020                                     | En cours (au 29 mai 2020) | Antoine Desforges               | PS              | Directeur général d'association Conseiller départemental du canton de Vic-le-Comte                    |

### Autres élections
En dehors des élections locales (communales et départementales), les voix des électeurs de Vic-le-Comte en faveur du centre et de la droite sont majoritaires pour les autres élections depuis 2017.
| Élections présidentielles, résultats des deuxièmes tours.                                  | Élections présidentielles, résultats des deuxièmes tours. | Élections présidentielles, résultats des deuxièmes tours. | Élections présidentielles, résultats des deuxièmes tours. | Élections présidentielles, résultats des deuxièmes tours. | Élections présidentielles, résultats des deuxièmes tours. | Élections présidentielles, résultats des deuxièmes tours. | Élections présidentielles, résultats des deuxièmes tours. |
| Année                                                                                      | Élu                                                       | Élu                                                       | Élu                                                       | Battu                                                     | Battu                                                     | Battu                                                     | Participation                                             |
| ------------------------------------------------------------------------------------------ | --------------------------------------------------------- | --------------------------------------------------------- | --------------------------------------------------------- | --------------------------------------------------------- | --------------------------------------------------------- | --------------------------------------------------------- | --------------------------------------------------------- |
| 2002                                                                                       | 90,34 %                                                   | Jacques Chirac                                            | RPR                                                       | 9,66 %                                                    | Jean-Marie Le Pen                                         | FN                                                        | 82,98 %                                                   |
| 2007                                                                                       | 38,88 %                                                   | Nicolas Sarkozy                                           | UMP                                                       | 61,12 %                                                   | Ségolène Royal                                            | PS                                                        | 88,95 %                                                   |
| 2012                                                                                       | 66,76 %                                                   | François Hollande                                         | PS                                                        | 33,24 %                                                   | Nicolas Sarkozy                                           | UMP                                                       | 85,03 %                                                   |
| 2017                                                                                       | 74,90 %                                                   | Emmanuel Macron                                           | EM                                                        | 25,10 %                                                   | Marine Le Pen                                             | FN                                                        | 77,99 %                                                   |
| 2022                                                                                       | 62,91 %                                                   | Emmanuel Macron                                           | EM                                                        | 37,09 %                                                   | Marine Le Pen                                             | RN                                                        | 78,12 %                                                   |
| Élections législatives, résultats des deux meilleurs scores du dernier tour de scrutin.    |                                                           |                                                           |                                                           |                                                           |                                                           |                                                           |                                                           |
| Année                                                                                      | Élu                                                       | Élu                                                       | Élu                                                       | Battu                                                     | Battu                                                     | Battu                                                     | Participation                                             |
| 2002                                                                                       | 63,24 %                                                   | Jean-Paul Bacquet                                         | PS                                                        | 36,76 %                                                   | Pierre Pascallon                                          | UMP                                                       | 31,14 %                                                   |
| 2007                                                                                       | 68,86 %                                                   | Jean-Paul Bacquet                                         | PS                                                        | 31,14 %                                                   | Christophe Serre                                          | UMP                                                       | 62,93 %                                                   |
| 2012                                                                                       | 56,78 %                                                   | Jean-Paul Bacquet                                         | PS                                                        | 15,81 %                                                   | Bertrand Barraud                                          | UMP                                                       | 58,91 %                                                   |
| 2017                                                                                       | 62,28 %                                                   | Michel Fanget                                             | MoDem                                                     | 37,72 %                                                   | Bertrand Barraud                                          | LR                                                        | 39,65 %                                                   |
| 2022                                                                                       | 47,52 %                                                   | Delphine Lingemann                                        | Ens                                                       | 52,48 %                                                   | Valérie Goléo                                             | NUP                                                       | 48,42 %                                                   |
| 2024                                                                                       | 64,11 %                                                   | Delphine Lingemann                                        | Ens                                                       | 35,89 %                                                   | Benjamin Chalus                                           | RN                                                        | 72,20 %                                                   |
| Élections européennes, résultats des deux meilleurs scores.                                |                                                           |                                                           |                                                           |                                                           |                                                           |                                                           |                                                           |
| Année                                                                                      | Liste 1re                                                 | Liste 1re                                                 | Liste 1re                                                 | Liste 2e                                                  | Liste 2e                                                  | Liste 2e                                                  | Participation                                             |
| 2004                                                                                       | 40,32 %                                                   | Catherine Guy-Quint                                       | PS                                                        | 14,88 %                                                   | Brice Hortefeux                                           | UMP                                                       | 45,24 %                                                   |
| 2009                                                                                       | 24,22 %                                                   | Philippe Micaelli                                         | PS                                                        | 20,53 %                                                   | Jean-Pierre Audy                                          | UMP                                                       | 39,58 %                                                   |
| 2014                                                                                       | 24,18 %                                                   | Jean-Paul Denanot                                         | PS                                                        | 16,96 %                                                   | Bernard Monot                                             | FN                                                        | 42,85 %                                                   |
| 2019                                                                                       | 21,18 %                                                   | Nathalie Loiseau                                          | LREM                                                      | 19,22 %                                                   | Jordan Bardella                                           | RN                                                        | 54,49 %                                                   |
| 2024                                                                                       | 29,75 %                                                   | Jordan Bardella                                           | RN                                                        | 19,15 %                                                   | Raphaël Glucksmann                                        | PS                                                        | 55,48 %                                                   |
| Élections régionales, résultats des deux meilleurs scores.                                 |                                                           |                                                           |                                                           |                                                           |                                                           |                                                           |                                                           |
| Année                                                                                      | Liste 1re                                                 | Liste 1re                                                 | Liste 1re                                                 | Liste 2e                                                  | Liste 2e                                                  | Liste 2e                                                  | Participation                                             |
| 2004                                                                                       | 60,15 %                                                   | Pierre-Joël Bonté                                         | PS                                                        | 39,85 %                                                   | Valéry Giscard d'Estaing                                  | UDF                                                       | 65,91 %                                                   |
| 2010                                                                                       | 72,35 %                                                   | René Souchon                                              | PS                                                        | 27,65 %                                                   | Alain Marleix                                             | UMP                                                       | 54,85 %                                                   |
| 2015                                                                                       | 50,80 %                                                   | Jean-Jacques Queyranne                                    | PS                                                        | 36,11 %                                                   | Laurent Wauquiez                                          | UMP                                                       | 60,45 %                                                   |
| 2021                                                                                       | 49,70 %                                                   | Laurent Wauquiez                                          | UMP                                                       | 42,56 %                                                   | Fabienne Grébert                                          | EELV                                                      | 33,55 %                                                   |
| Élections cantonales, résultats des deux meilleurs scores du dernier tour de scrutin.      |                                                           |                                                           |                                                           |                                                           |                                                           |                                                           |                                                           |
| Année                                                                                      | Élu                                                       | Élu                                                       | Élu                                                       | Battu                                                     | Battu                                                     | Battu                                                     | Participation                                             |
| 2004                                                                                       | 69,32 %                                                   | Roland Blanchet                                           | PS                                                        | 30,68 %                                                   | Claude Perrier                                            | UMP                                                       | 70,08 %                                                   |
| 2011                                                                                       | 76,66 %                                                   | Roland Blanchet                                           | PS                                                        | 23,34 %                                                   | Mickaël Angermann                                         | UMP                                                       | 45,25 %                                                   |
| Élections départementales, résultats des deux meilleurs scores du dernier tour de scrutin. |                                                           |                                                           |                                                           |                                                           |                                                           |                                                           |                                                           |
| Année                                                                                      | Élus                                                      | Élus                                                      | Élus                                                      | Battus                                                    | Battus                                                    | Battus                                                    | Participation                                             |
| 2015                                                                                       | 60,49 %                                                   | Antoine Desforges Jeanne Espinasse                        | PS                                                        | 39,51 %                                                   | Valérie Coudun Laurent Pradier                            | LR                                                        | 50,75 %                                                   |
| 2021                                                                                       | 82,59 %                                                   | Antoine Desforges Jeanne Espinasse                        | PS                                                        | 17,41 %                                                   | Marcel Bougé Armandine Chabosy                            | RN                                                        | 39,75 %                                                   |
| Référendums.                                                                               |                                                           |                                                           |                                                           |                                                           |                                                           |                                                           |                                                           |
| Année                                                                                      | Oui (national)                                            | Oui (national)                                            | Oui (national)                                            | Non (national)                                            | Non (national)                                            | Non (national)                                            | Participation                                             |
| 1992                                                                                       | 50,91 % (51,04 %)                                         | 50,91 % (51,04 %)                                         | 50,91 % (51,04 %)                                         | 49,09 % (48,96 %)                                         | 49,09 % (48,96 %)                                         | 49,09 % (48,96 %)                                         | 72,27 %                                                   |
| 2000                                                                                       | % (73,21 %)                                               | % (73,21 %)                                               | % (73,21 %)                                               | % (26,79 %)                                               | % (26,79 %)                                               | % (26,79 %)                                               | %                                                         |
| 2005                                                                                       | 42,69 % (45,33 %)                                         | 42,69 % (45,33 %)                                         | 42,69 % (45,33 %)                                         | 57,31 % (54,67 %)                                         | 57,31 % (54,67 %)                                         | 57,31 % (54,67 %)                                         | 72,95 %                                                   |

### Jumelages
Au 8 février 2016, Vic-le-Comte est jumelée avec :
- Parsberg (Allemagne) depuis 1987.

Ce jumelage est une coopération décentralisée dans la thématique de la culture et du patrimoine.

## Équipements et services publics

### Enseignement
Vic-le-Comte dépend de l'académie de Clermont-Ferrand.
Les élèves commencent leur scolarité à l'école maternelle Elsa-Triolet puis à l'école élémentaire Jacques-Prévert. Ceux du village de Longues commencent à l'école maternelle Sonia-Delaunay puis à l'école élémentaire Marcel-Pagnol.
Le collège de la Comté, construit en 1967 et prévu pour accueillir 400 élèves, a été agrandi compte tenu de l'augmentation de la population de la commune (et de l'effectif du collège, qui comptait 457 élèves en 2017) et en vue de l'arrivée de l'imprimerie de la Banque de France pour 2022. Le département du Puy-de-Dôme a investi 1,8 million d'euros pour rénover et agrandir le collège, désormais baptisé « collège de la Comté - Henri-Bertrand », du nom de l'ancien maire de la commune de 1986 à 1995, et qui a été le premier principal du collège de 1967 à 1985,.
Les lycéens des filières générales et la filière technologique « sciences et technologies du management et de la gestion » (STMG) suivent les cours au lycée Murat, à Issoire, ou pour la filière technologique « sciences et technologies de l'industrie et du développement durable » (STI2D), aux lycées La-Fayette ou Roger-Claustres, à Clermont-Ferrand.

### Instances judiciaires
Vic-le-Comte dépend de la cour d'appel de Riom et des tribunaux judiciaire et de commerce de Clermont-Ferrand.

## Population et société

### Démographie
L'évolution du nombre d'habitants est connue à travers les recensements de la population effectués dans la commune depuis 1793. Pour les communes de moins de 10 000 habitants, une enquête de recensement portant sur toute la population est réalisée tous les cinq ans, les populations de référence des années intermédiaires étant quant à elles estimées par interpolation ou extrapolation. Pour la commune, le premier recensement exhaustif entrant dans le cadre du nouveau dispositif a été réalisé en 2005.

En 2022, la commune comptait 5 336 habitants, en évolution de +5,14 % par rapport à 2016 (Puy-de-Dôme : +2,1 %, France hors Mayotte : +2,11 %).
| 1793  | 1800  | 1806  | 1821  | 1831  | 1836  | 1841  | 1846  | 1851  |
| ----- | ----- | ----- | ----- | ----- | ----- | ----- | ----- | ----- |
| 3 060 | 3 047 | 3 321 | 3 272 | 3 153 | 3 230 | 3 185 | 3 177 | 3 151 |

| 1856  | 1861  | 1866  | 1872  | 1876  | 1881  | 1886  | 1891  | 1896  |
| ----- | ----- | ----- | ----- | ----- | ----- | ----- | ----- | ----- |
| 3 030 | 2 926 | 2 887 | 2 706 | 2 771 | 2 716 | 2 745 | 2 660 | 2 506 |

| 1901  | 1906  | 1911  | 1921  | 1926  | 1931  | 1936  | 1946  | 1954  |
| ----- | ----- | ----- | ----- | ----- | ----- | ----- | ----- | ----- |
| 2 346 | 2 197 | 2 093 | 1 832 | 1 961 | 2 087 | 1 978 | 2 090 | 2 077 |

| 1962  | 1968  | 1975  | 1982  | 1990  | 1999  | 2005  | 2006  | 2010  |
| ----- | ----- | ----- | ----- | ----- | ----- | ----- | ----- | ----- |
| 2 438 | 2 627 | 3 130 | 3 755 | 4 155 | 4 404 | 4 612 | 4 583 | 4 796 |

| 2015  | 2020  | 2022  | - | - | - | - | - | - |
| ----- | ----- | ----- | - | - | - | - | - | - |
| 5 027 | 5 188 | 5 336 | - | - | - | - | - | - |

## Économie

### Papeterie et imprimerie de la Banque de France
La papeterie de la Banque de France est implantée dans le bourg de Longues, en bordure de l'Allier. Elle emploie aujourd'hui environ 300 personnes. Depuis 2015, le site industriel est géré par une filiale de la Banque de France, la société Europafi. Cette filialisation avait pour objectif de faire du site le principal producteur européen de papier-monnaie capable de fournir plusieurs imprimeries fiduciaires européennes.
Le projet "Refondation" de la Banque de France, annoncé officiellement en 2016, consiste à installer la nouvelle imprimerie et le centre logistique fiduciaire de la Banque de France sur le site de Longues à Vic-le-Comte. Il devrait conduire à la fermeture du site de Chamalières à l'horizon 2026 (prévue initialement pour 2022). Le 12 juillet 2022, le conseil général de la Banque de France a adopté à l'unanimité le projet industriel, une confirmation longtemps attendue qui engage fermement le projet Refondation. Celui-ci représente un investissement en fonds propres de 220 millions d'euros pour une ouverture du site toujours prévue pour 2026. Une réorganisation du process industriel devrait néanmoins conduire à une réduction des effectifs pour la partie imprimerie de 560 à 490 employés à l'horizon 2028,.

### SAS Chouvy Aliments
L'usine de fabrication d'aliments pour animaux de ferme Chouvy Aliments est implantée sur la zone artisanale des Meules, à l'entrée nord-ouest du bourg de Vic depuis 1995. C'est cette année que l'entreprise, historiquement implantée au moulin familial au lieu-dit "Enval", fait l'acquisition du terrain où sera plus tard installée l'usine pour y construire un silo de stockage. L'usine est construite trois ans plus tard en 1998 avec une capacité de production de 30 000 T/an. Elle sera agrandie en 2003 pour porter sa capacité de production à 60 000 T/an. En 2012, l'installation d'une deuxième ligne de production permet d'augmenter la capacité de production en portant celle-ci à 100 000 T/an. En 2016 est construite une unité d'extrusion de graines de lin d'une capacité de 6 000 T/an. L’entreprise possède en dehors de Vic-le-Comte de deux sites de stockage de céréales, un sur la commune de Charensat et un sur la commune de Salzuit d’une capacité de 3500 t chacun. Elle dispose également de quatre négoces agricoles avec des magasins libre service agricole sur les communes de Rochefort-Montagne, Pontaumur, Paulhaguet et Riom-ès-Montagnes et d'une unité de production d'aliments du bétail sur la commune de Onet-le-Château dans l'Aveyron d'une capacité de 12 000 t/an.

### Zone artisanale des Meules
Cette zone artisanale est située à l'entrée nord-ouest de Vic, le long de la route départementale 225. Elle s'est développée en deux phases.
Un premier lotissement artisanal a été créé en 1999 par la commune et a connu un succès relatif : les lots ont été commercialisés rapidement mais les implantations d'entreprises ont été plus longues (certains lots ne sont toujours pas bâtis en 2022 tandis qu'un local est vacant). Ce lotissement a été implanté dans le prolongement de deux activités existantes alors (l'entreprise Chouvy et la déchetterie du SICTOM Issoire-Brioude) sur une superficie de 4,5 hectares découpés en 13 lots. Dix activités se sont alors implantées dans cette zone artisanale (garage automobile, station de lavage automobile, enseigne de bricolage, maçonnerie, pépiniériste, promoteur-aménageur, auto-école, contrôle-technique). Les difficultés de développement des activités sur le lotissement sont dues à plusieurs facteurs : nature juridique de la zone sans véritable règlement et avec une procédure de lotissement ancienne, intention spéculative des propriétaires, effet de mitage avec une faible densité des constructions sur les lots.
Face à ces difficultés et afin de renforcer l'activité sur le territoire intercommunal, l'ancienne communauté de communes Allier Comté Communauté a souhaité développer, en 2012, une seconde tranche de la zone artisanale selon la procédure de la Zone d'Aménagement Concerté, espérant que celle-ci aurait un effet d'entraînement sur le précédent lotissement. La ZAC se développe sur 6 hectares (contre 11,5 ha initialement, réduits en raison des enjeux agricoles) et elle est découpée en 10 lots représentant une superficie de 4,3 hectares. La ZAC sera créée en 2013 mais il faudra attendre 2019 pour que l'ensemble des terrains soit commercialisé et les travaux d'aménagement finalisés.
La ZA des Meules compte actuellement plus d'une vingtaine d'entreprises dont la plus importante est l'enseigne de grande surface alimentaire Super U qui emploie 55 salariés en 2020.

## Culture et patrimoine

### Lieux et monuments

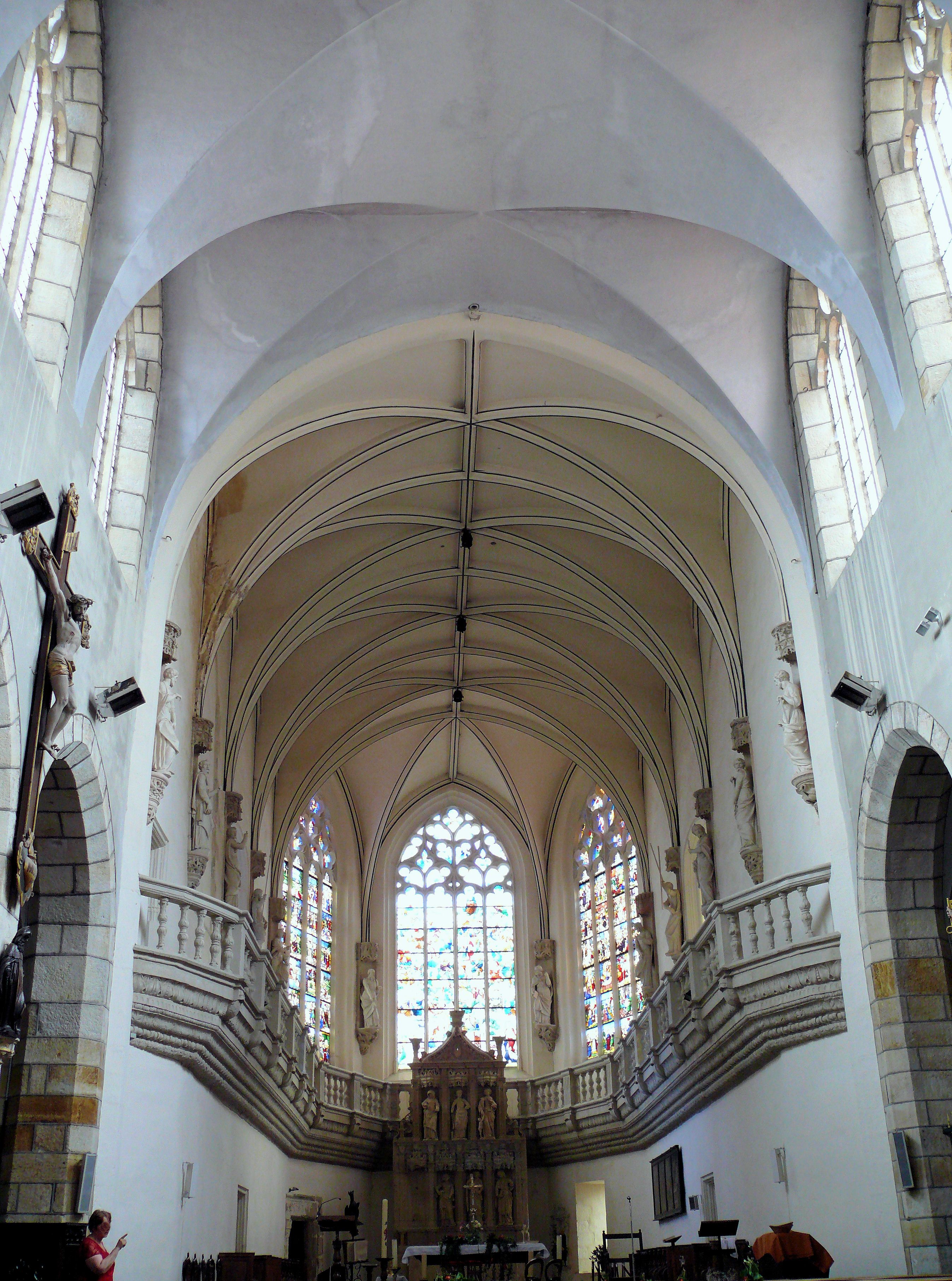
La Sainte-Chapelle de Vic-le-Comte.

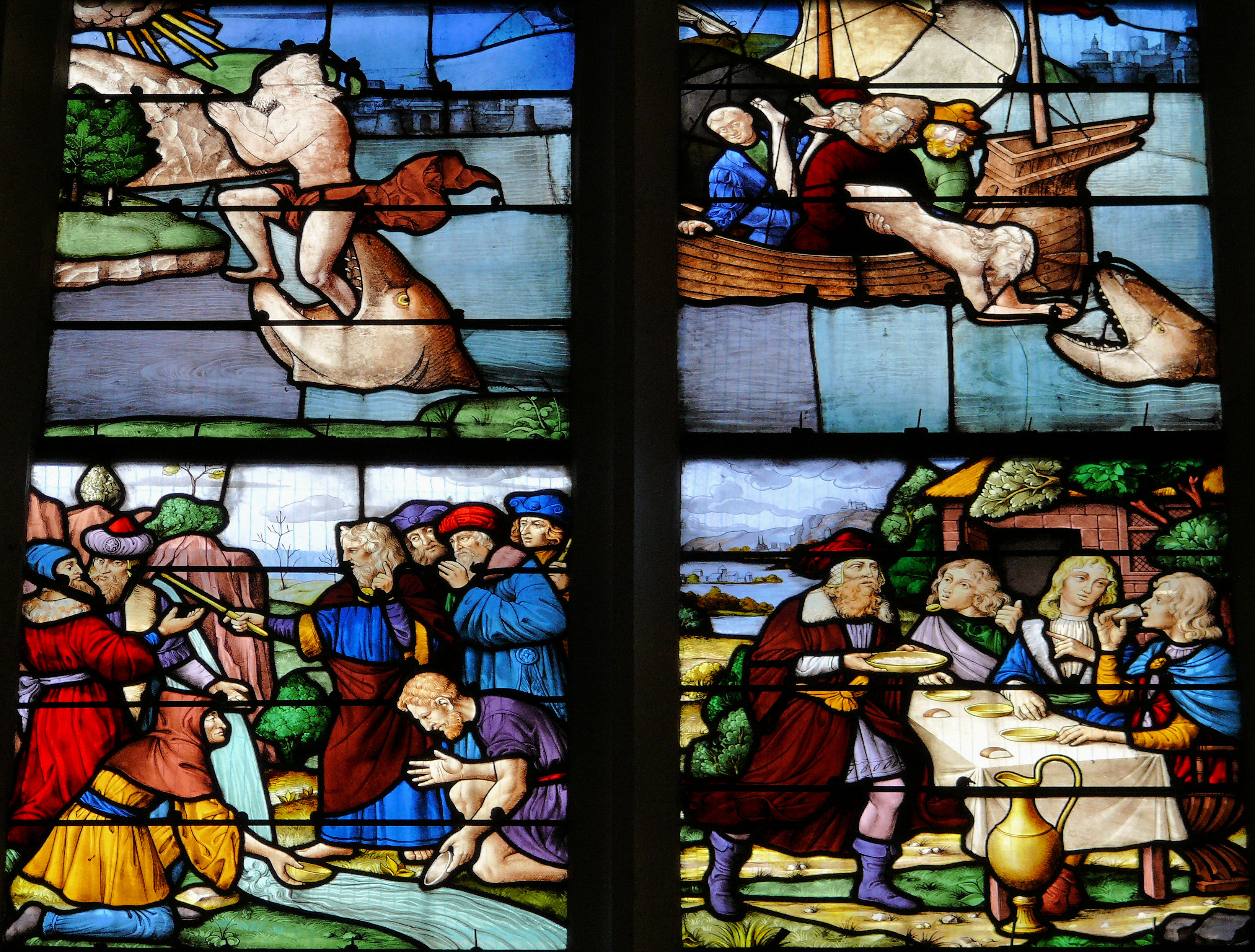
Vitrail de l'Ancien Testament.

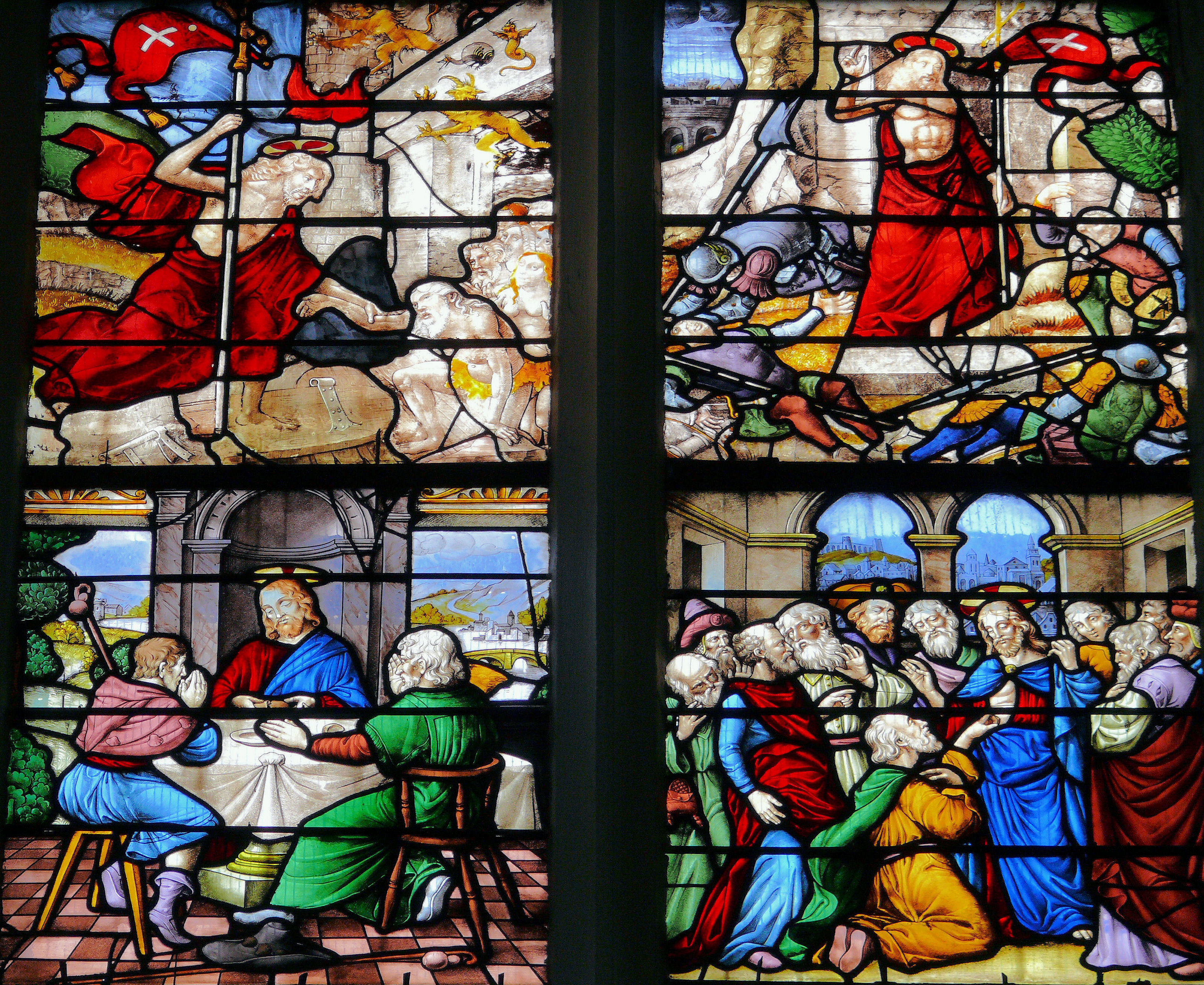
Vitrail de la Passion du Christ.

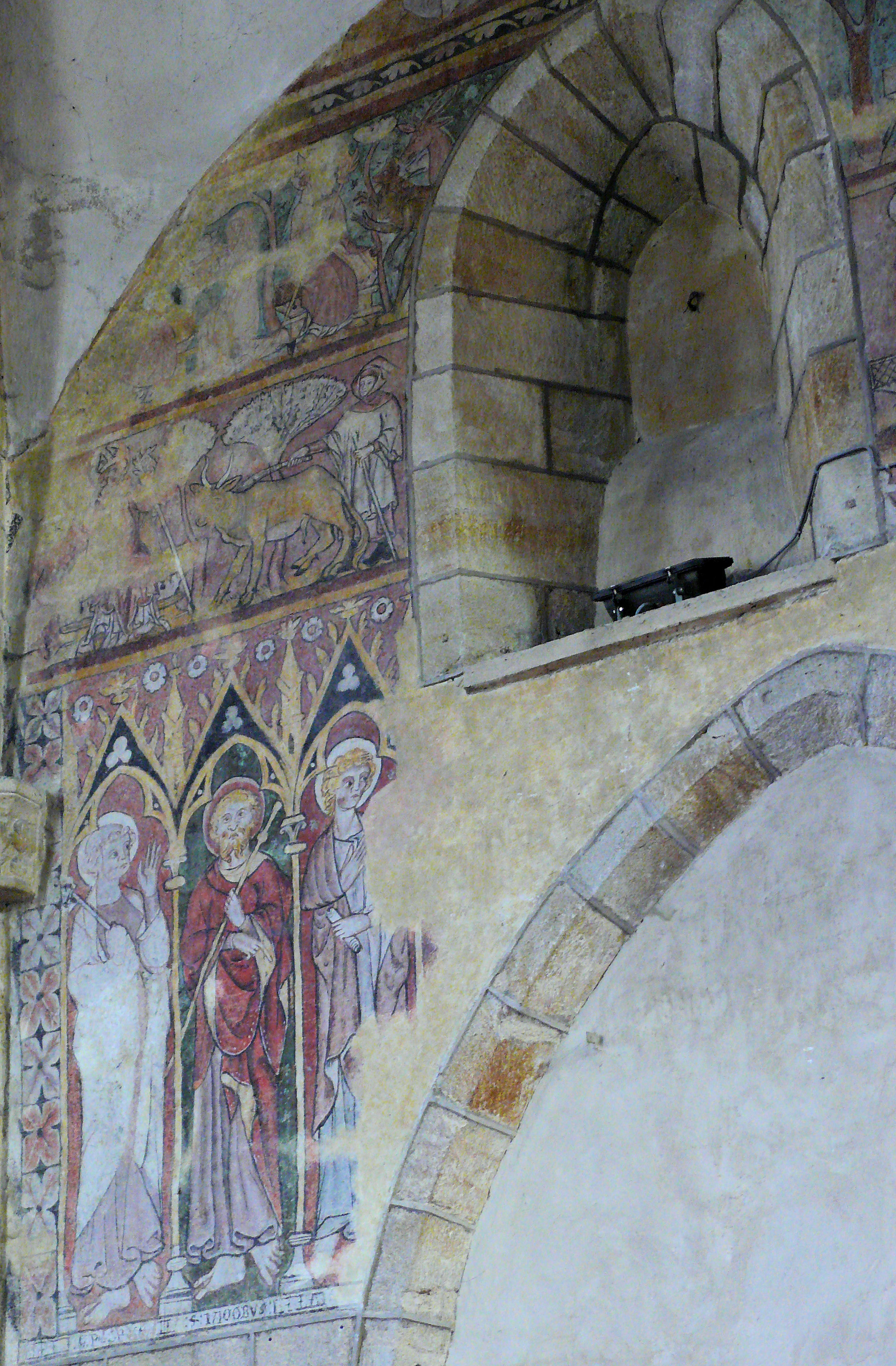
Église Saint-Jean-Baptiste - Peintures murales

#### Gisements magdaléniens d'Enval
Dans le village d'Enval (à ne pas confondre avec la commune d'Enval située près de Volvic), au pied des falaises de grès, a été découvert en 1877 un très important gisement préhistorique daté du Magdalénien (environ 15 000 ans avant le présent), avec des témoignages d'art mobilier (plaquettes gravées de figures animales et humaines). La présence humaine semble avoir été très importante. Plusieurs campagnes d'études ont eu lieu, notamment par Yves Bourdelle (1969-1987) et Frédéric Surmely (2009-2011). Des objets peuvent être vus au musée archéologique de Clermont-Ferrand.

#### Église Saint-Pierre
L'église Saint-Pierre est connue comme étant la Sainte-Chapelle de Vic-le-Comte. En fait, la Sainte-Chapelle n'est que le chœur de l'église paroissiale actuelle.
La Sainte-Chapelle est l'ancienne chapelle du château des comtes d'Auvergne dont la construction a été commencée après 1505, date du mariage de Jean Stuart, duc d'Albany et régent d'Écosse, avec Anne de La Tour, comtesse d'Auvergne et de Boulogne, sur l'emplacement d'une chapelle romane. La Sainte-Chapelle reprenait à l'origine le plan de la chapelle haute de la Sainte-Chapelle de Paris avec une nef unique à quatre travées. Elle a été consacrée sous le double vocable de saint Jean-Baptiste et de la Sainte Couronne. Elle a été érigée en collégiale en 1520. Ce monument est un des plus beaux de la Renaissance en Auvergne.
La Sainte-Chapelle possède des verrières qui ont été exécutées entre 1520 et 1525. La verrière placée dans l'axe du chevet reprend le thème traité à la même place dans la Sainte-Chapelle de Paris, l'arbre de Jessé. Le vitrail actuel a été entièrement refait au XIXe siècle. Les vitraux du côté nord représentaient des scènes de l'Ancien Testament. Ceux du côté sud traitent des scènes de la Semaine sainte et de la Passion. Un vitrail, aujourd'hui disparu, représentait le couple de fondateurs agenouillés.
Au-dessous des vitraux se trouve une tribune en encorbellement avec des balustres portant les armes d'Auvergne, de Boulogne et Stuart. Aux retombées des nervures de la voûte a été placée, comme dans les autres Saintes-Chapelles, une suite de douze apôtres. Ils ont été réalisés en terre cuite et refaits en partie.
Au-dessus du maître-autel, des artistes florentins ont sculpté un retable avec des représentations des Vertus théologales (Foi, Espérance, Charité) et cardinales (Justice, Prudence, Tempérance, Force). Les cœurs d'Anne de La Tour et de Jean Stuart, morts en 1524 et 1536, ont été scellés dans l'autel.
La chapelle devient église paroissiale sous le vocable de saint Pierre, en remplacement de l'ancienne église paroissiale Saint-Pierre qui avait été construite à l'époque romane à l'extérieur de l'enceinte et qui a entièrement disparu. La Sainte-Chapelle est agrandie vers l'ouest en 1840, probablement par l'architecte diocésain Aymon Gilbert Mallay (1805-1883) en lui adjoignant une nef de cinq travées avec collatéraux dans un style reprenant celui du chœur. Des peintres verriers clermontois ont alors réalisé les vitraux de cette partie.

#### Église Saint-Jean-Baptiste
L'église Saint-Jean-Baptiste est une église romane du XIIIe siècle mais dont la voute a été reprise à l'époque gothique. Elle comprend un ensemble remarquable de fresques murales datées du XIVe siècle et redécouvertes en 1952.

#### Autres monuments
La situation de capitale du comté d'Auvergne a laissé quelques bâtiments classés ou inscrits monuments historiques intéressants,. Du château des comtes, il ne reste plus que la porte d'entrée fortifiée.
Les autres monuments que compte la commune sont :
- La fontaine de la place du Vieux-Marché[114].
- Plusieurs maisons en pans de bois et maisons datant du Moyen Âge[115].
- Le château d'Enval : Situé à la sortie du village d'Enval en direction de l'Allier, ce château a été vraisemblablement construit au début du XVIe siècle et remanié au XVIIIe siècle. Les textes anciens font cependant mention d'un château dès le XIVe siècle tandis que la terre de Val (l'usage de dire « en Val » deviendra « Enval ») est citée dès le Xe siècle dans les chartes et le testament d'Étienne II, évêque de Clermont[116]. Sur le cadastre napoléonien de la commune[117] (1830) le château est mentionné sous le nom de Murat, du nom de la famille de Murat, propriétaire du château à cette période[118]. Le château est privé et ne se visite pas.
- Le château de Lachaux anciennement La Chalin[116] : situé dans le village de Lachaux au sud-ouest de la commune et dominant l'Allier, le château de Lachaux est situé au centre du village. Il a été construit au XVIe siècle et possède une enceinte quadrangulaire dont il reste deux flanquements carrés et un flanquement circulaire. Le logis se compose de deux retours d'aile de trois niveaux et demi. Le château est privé et ne se visite pas.
- La chapelle Notre-Dame de Brolac : située dans le hameau du même nom, cette chapelle a été édifiée au début du XXe siècle en mémoire des soldats de la Première Guerre mondiale. Une plaque commémorative des soldats de la Seconde Guerre mondiale et dédiée à la Vierge est placée à l'entrée de l'édifice. La chapelle est construite selon un plan longitudinal et terminée par un chevet plat. Les abords sont clos par un mur dont l'accès extérieur est surmonté par une niche abritant une petite statue de la Vierge. Côté intérieur du mur, deux niches abritant chacune une statue encadrent le portail d'accès.
- L'ancien prieuré fontevriste dont ne subsiste plus que l'église (aujourd'hui appelée "couvent des Dames") et qui abrite maintenant la médiathèque et une salle des fêtes.
- Monument aux morts 1914-1918.

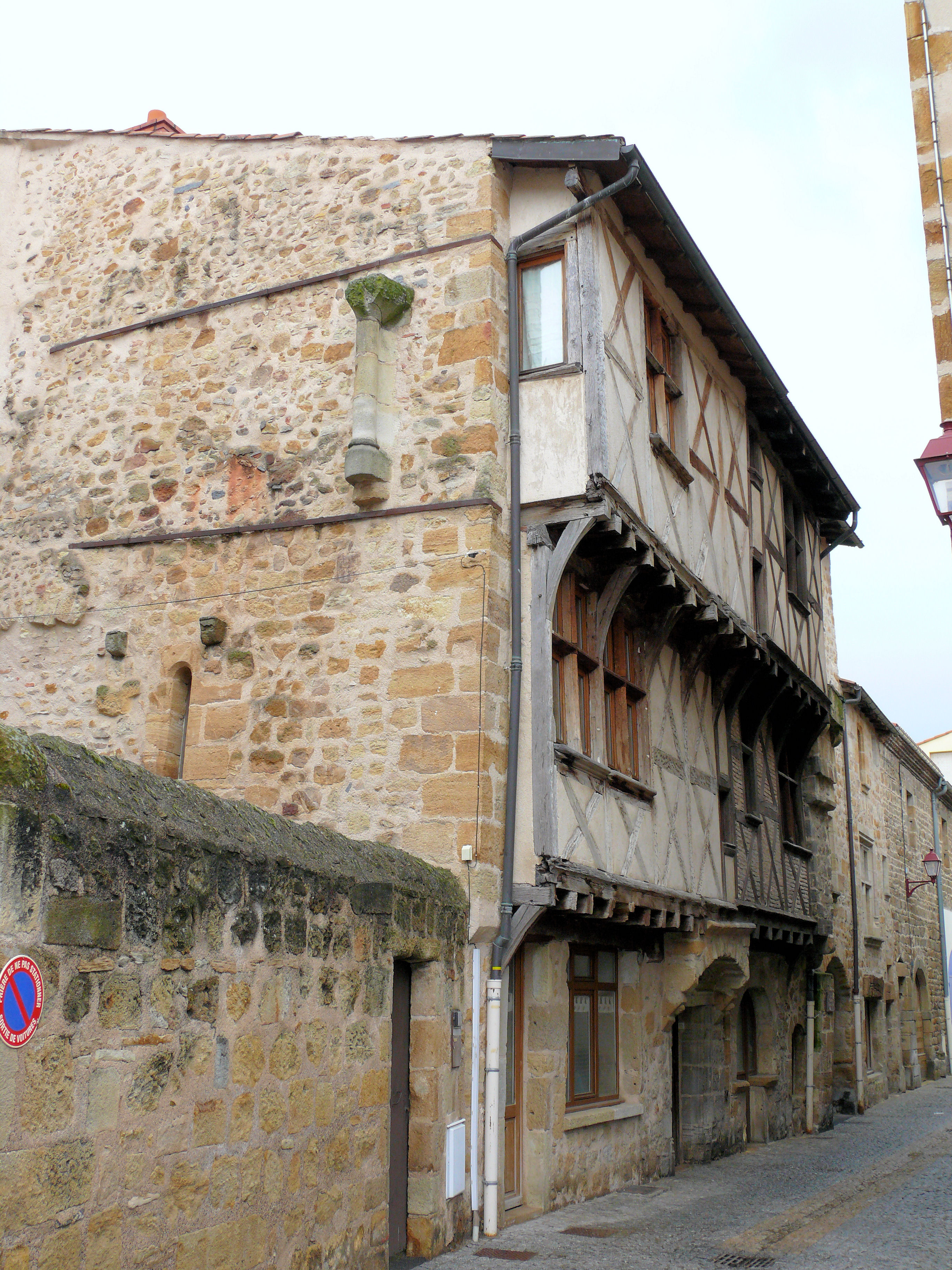
Maison en pans de bois de la rue du Palais.
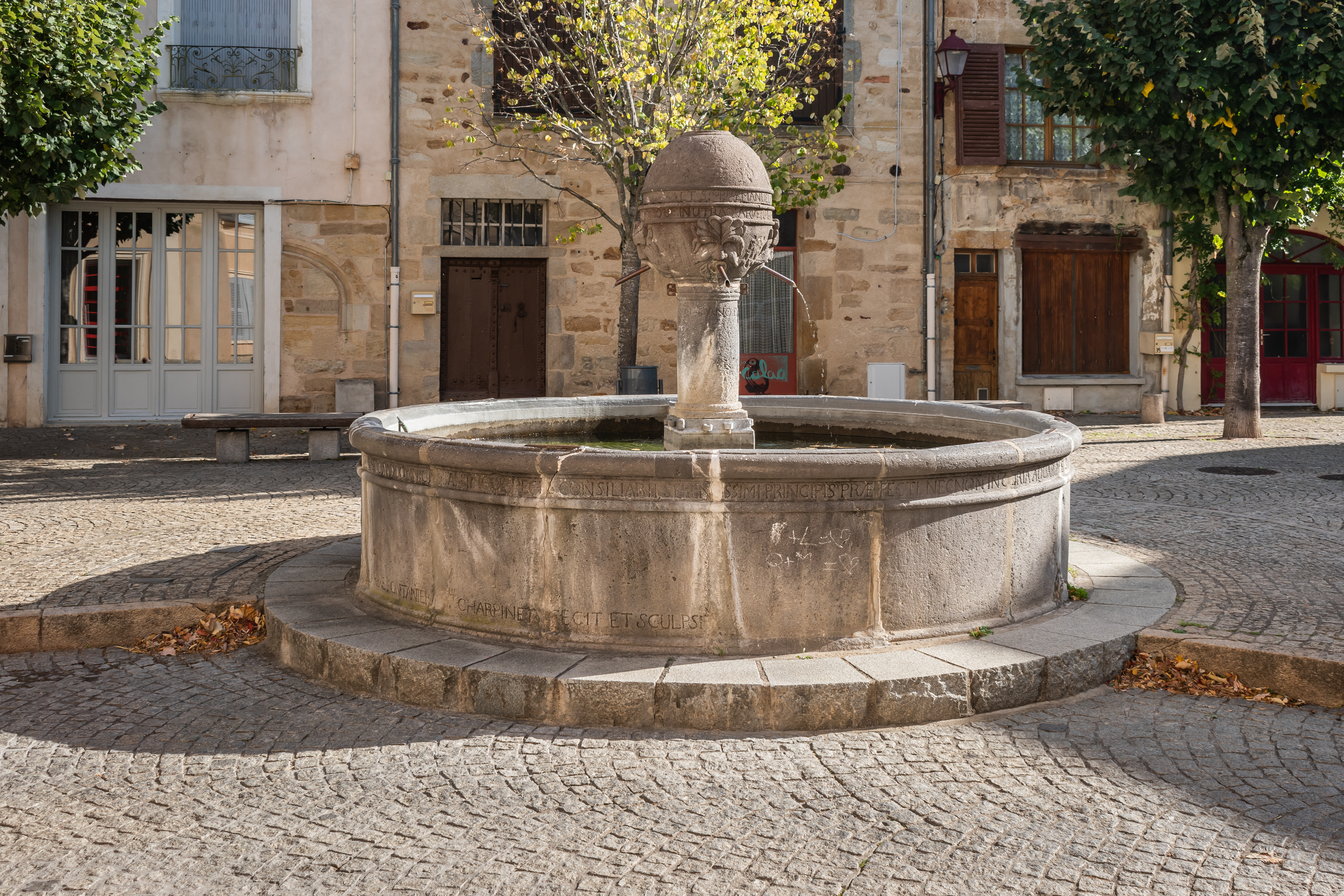
Fontaine place du Vieux-Marché.
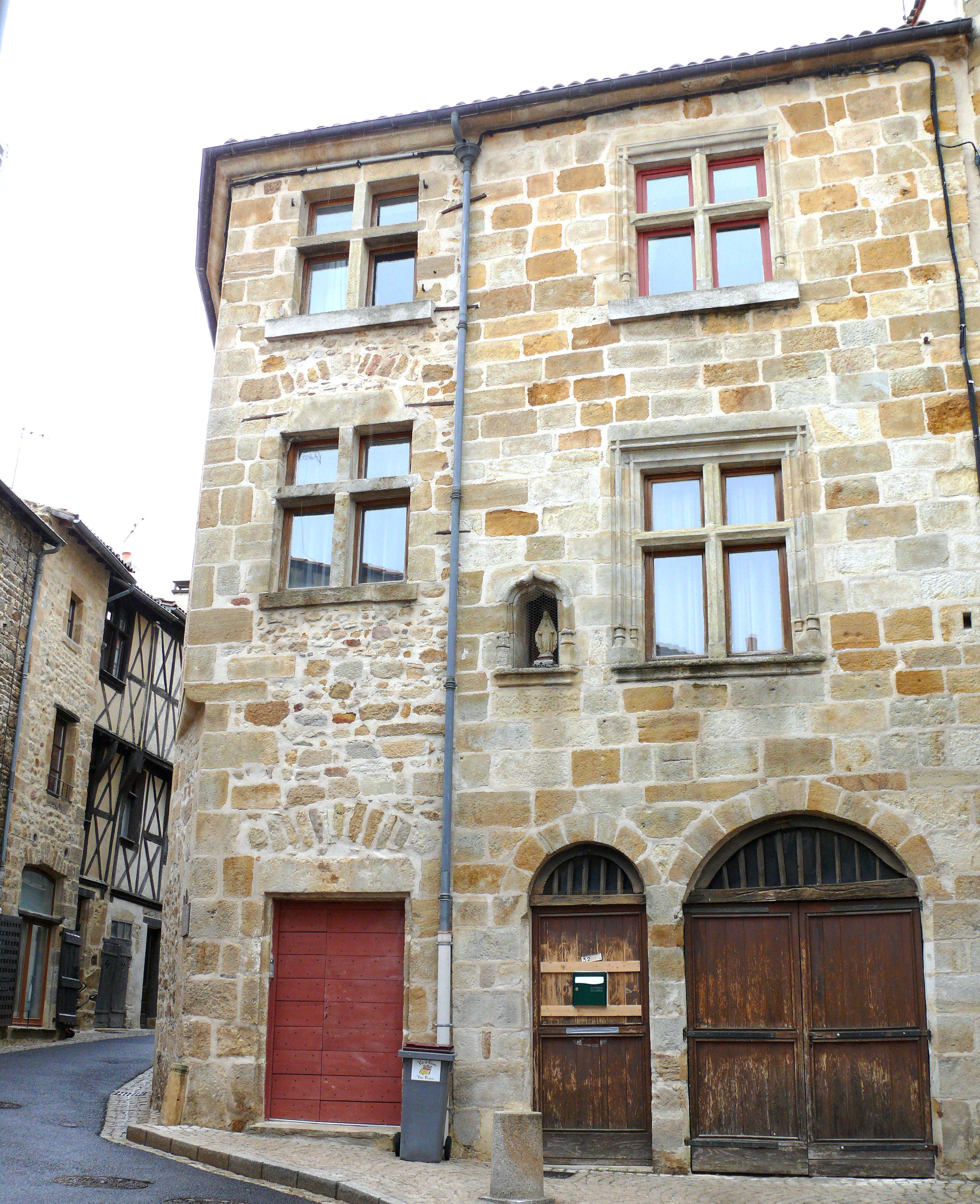
Maison à la porte Robin.
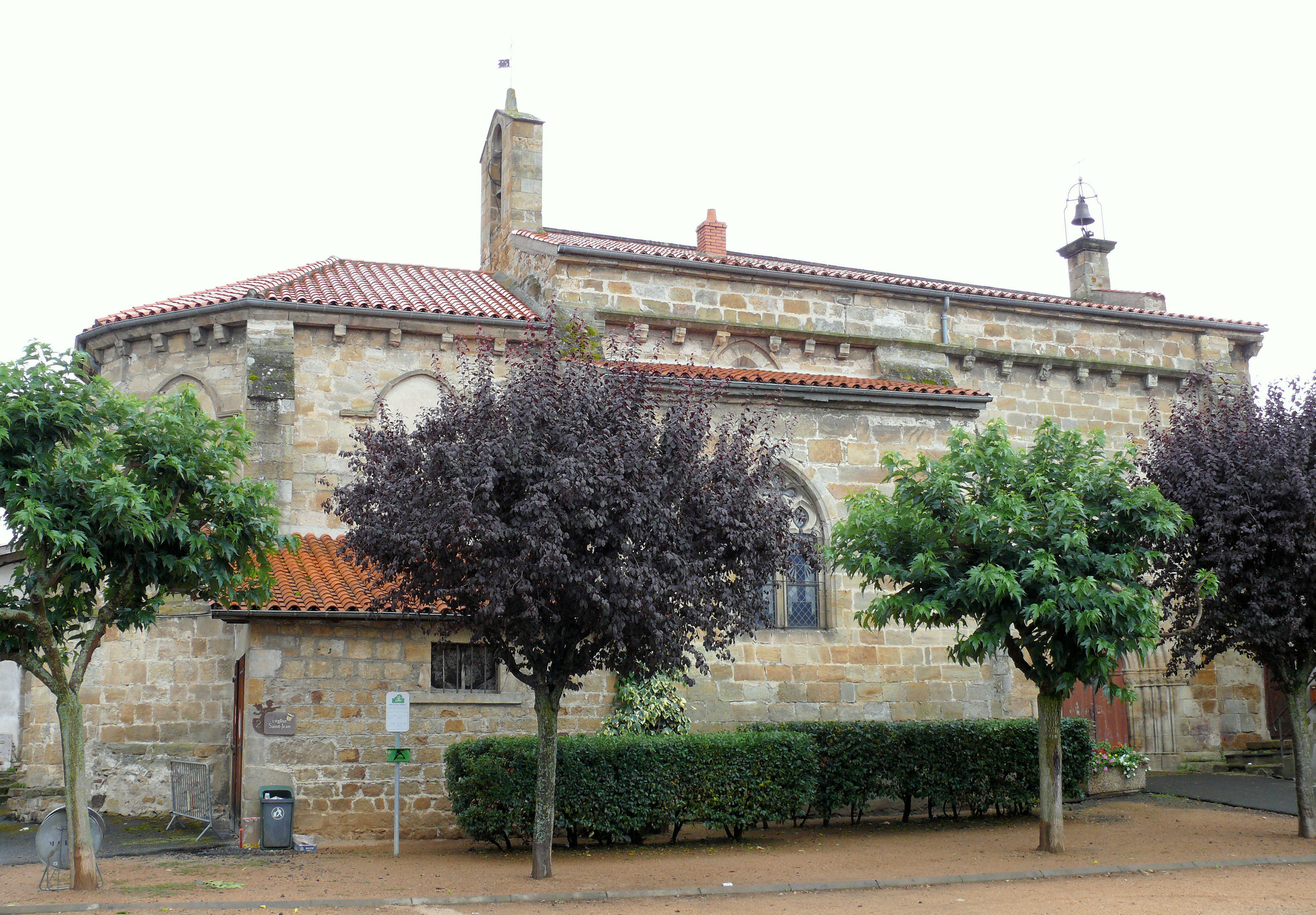
Église Saint-Jean-Baptiste

### Patrimoine culturel
La vénus d'Enval a été trouvée le 24 juillet 1970 dans un abri sous roche situé au pied de l'escarpement rocheux d'Enval et repris dans une grange aménagée aux dépens de la paroi. Façonnée dans du grès, c'est la plus petite des vénus paléolithiques connues, avec 31 mm de hauteur pour une largeur de 15 mm et une épaisseur de 14 mm. Elle est datée d'environ 13000 ans AP,. Elle est visible au musée Bargoin à Clermont-Ferrand.
Le Christ de pitié soutenu par saint Jean l'Évangéliste en présence de la Vierge et de deux anges: Pietà avec saint Jean l'Évangéliste et deux anges, sur fond de dorure. Cette peinture à l'huile sur panneau de bois est attribuée (?) à l'école des Frères de Limbourg. En janvier 1985, un brocanteur racheta par hasard un panneau peint à l'abbé Perrein, curé de la commune, qui cherchait à vendre des meubles et peintures stockés et inutilisés pour payer l'installation du chauffage de son église. Y était peint un christ descendu de la croix entouré de la Vierge et Jean l’Évangéliste. Des documents des années 1950 et 1970 décrivent bien ce panneau comme « une peinture sur bois 1 m × 0,6 m, XVIIe repeint sur XVe ». Au moment de la vente, ni l'un ni l'autre ne connaissent ces documents. Il s’avérera après nettoyage de la première peinture, qu'elle couvrait une peinture attribuée alors à Jean Malouel. Après restauration, l'œuvre, devenue Trésor national a été acquise par le Louvre en 2012 grâce au mécénat de l'entreprise AXA, pour 7,8 millions d'euros dont 2,3 millions versés à la commune de Vic-le-Comte au titre d'indemnité transactionnelle. En décembre 2015, Dominique Thiébaut, conservateur au musée du Louvre, a proposé de voir la main des Frères de Limbourg plutôt que celle de Jean Malouel dans la réalisation de cette œuvre. Ce tableau est visible au musée du Louvre, aile Richelieu, département des peintures, salle 834 - le mécénat des ducs de Berry et de Bourgogne.
L'effigie macabre de Jeanne de Bourbon-Vendôme, duchesse de Bourbon puis comtesse de Boulogne et d'Auvergne, morte en 1511. Ayant pourvu à sa sépulture dans l'église du couvent des cordeliers de Vic-le-Comte, elle y fit édifier pour elle un mausolée. Au-dessus du gisant représentant la défunte se trouvait une seconde sculpture que son troisième mari, François de la Pause, fils de son maître d'hôtel, fit faire à l'occasion de la translation du corps dans le tombeau. Ce haut-relief représente la défunte, de grandeur naturelle, à-demie nue, décharnée et à moitié mangée par les vers. À la Révolution, après la destruction de l'église, cette sculpture fut acquise par la famille Duversin lors de la vente du mobilier du couvent et resta longtemps dans une propriété privée à Vic-le-Comte. Elle fut ensuite vendue à un antiquaire de Lyon avant d'être acquise par le musée du Louvre auprès de Mme veuve Payet en 1899 (comité du 12 janvier 1899, arrêté du 8 mars 1899). Elle est visible au musée du Louvre, aile Richelieu, département des Sculptures du Moyen Âge, de la Renaissance et des temps modernes, salle 212. Le tombeau lui-même, aujourd'hui disparu, est reproduit dans l'ouvrage de Étienne Baluze : Histoire généalogique de la maison d'Auvergne.
Le triptyque de Jean IV de la Tour d'Auvergne et de Jeanne de Bourbon-Vendôme, comtesse de Boulogne et d'Auvergne, dit « triptyque de Vic-le-Comte » : ce tableau anonyme peint sur bois représente au centre l'Annonciation, à droite Jeanne de Bourbon-Vendôme, à gauche son mari Jean IV de La Tour d'Auvergne, tous deux à genoux sur un prie-Dieu, le prince ayant Saint-Jean-Baptiste derrière lui, la princesse Saint Jean l'Évangéliste. Le tableau peint en 1497-1498 fut donné au couvent des cordelier de Vic-le-Comte où il fut probablement installé près du tombeau de Jeanne. Le triptyque n'est pas cité dans l'inventaire réalisé par les délégués de la municipalité le 21 décembre 1790. Le cardinal de Bouillon (Emmanuel Théodose de la Tour d'Auvergne Bouillon) l'avait probablement conservé dans ses collections après que le tableau lui fut présenté par les cordeliers en 1703. Il fut ensuite vendu par la famille lors d’une vente publique en 1872 avant d’être racheté par la Fondation Samuel H. Kress en 1957 qui le donna au musée d'Art de Caroline du Nord à Raleigh aux États-Unis où il est conservé depuis 1960.

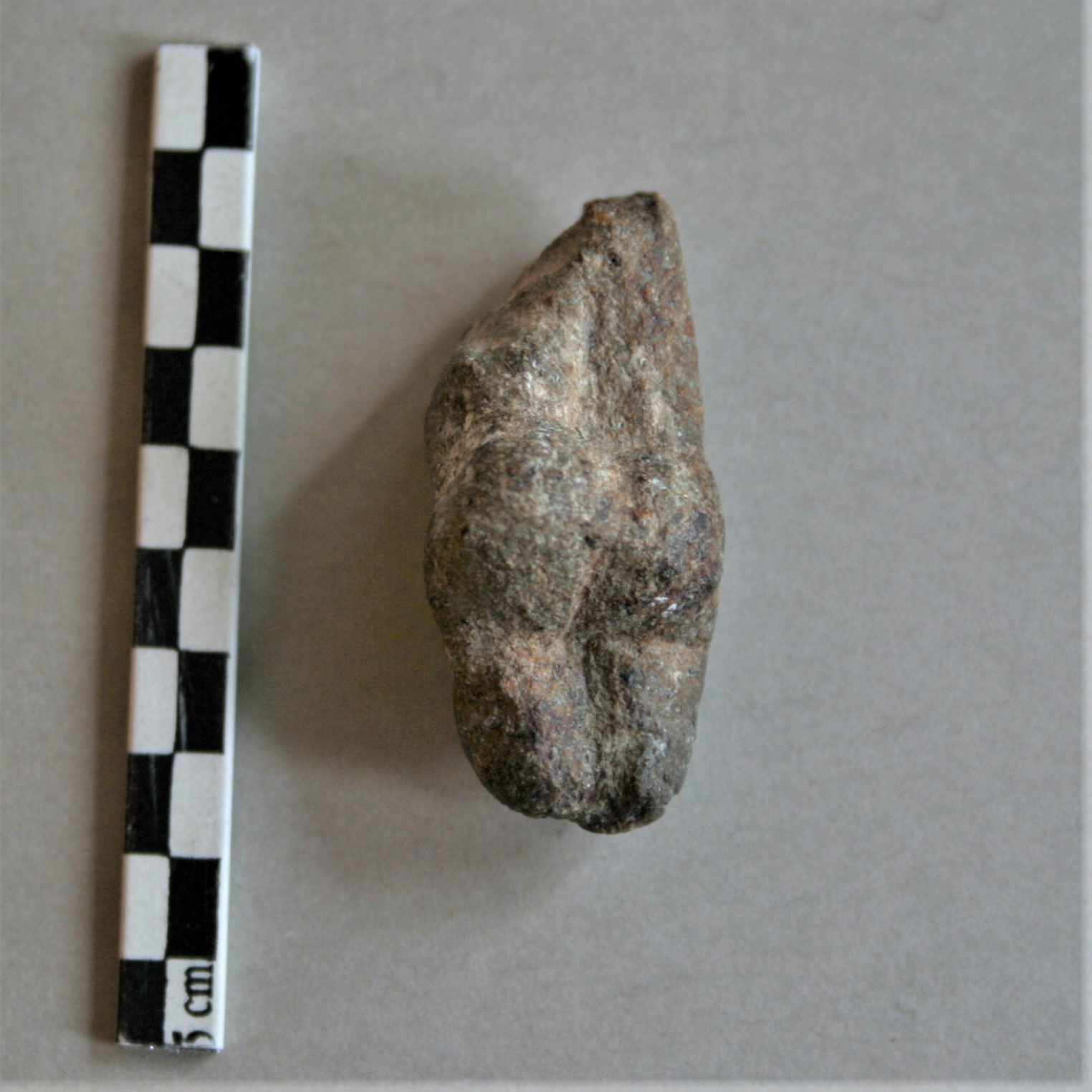
La vénus paléolithique d'Enval
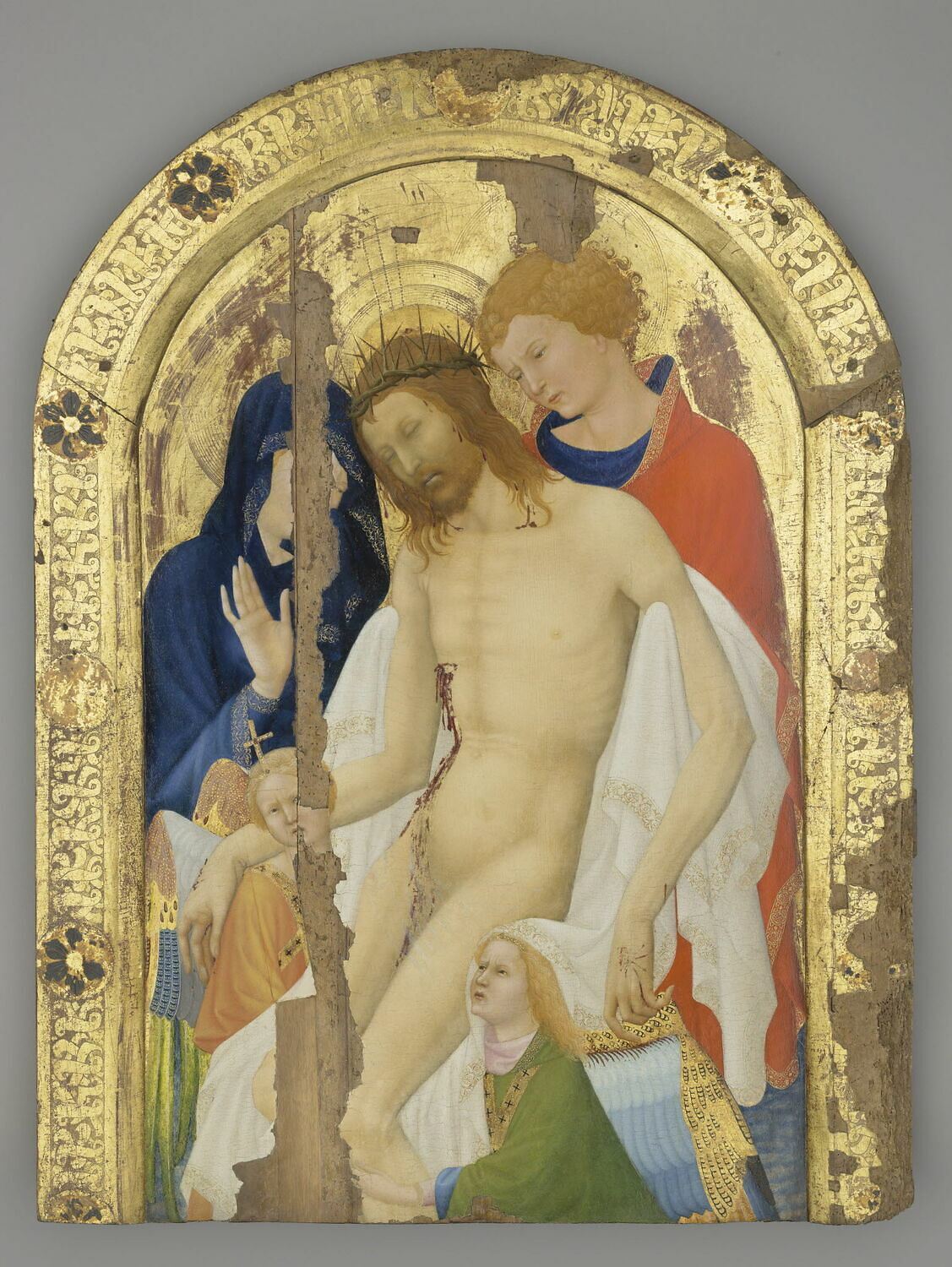
Le Christ de pitié
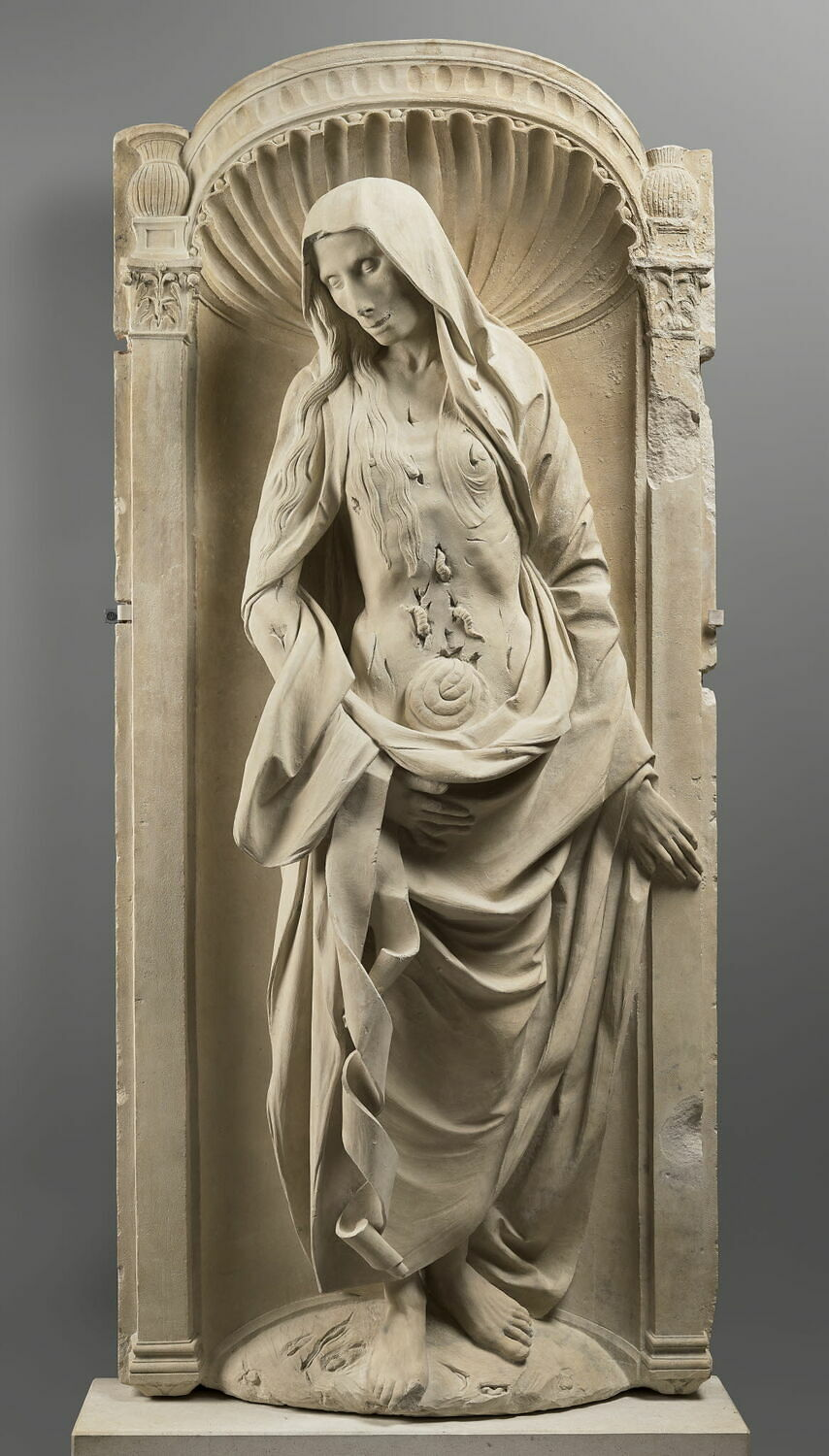
L'effigie de Jeanne de Bourbon Vendôme
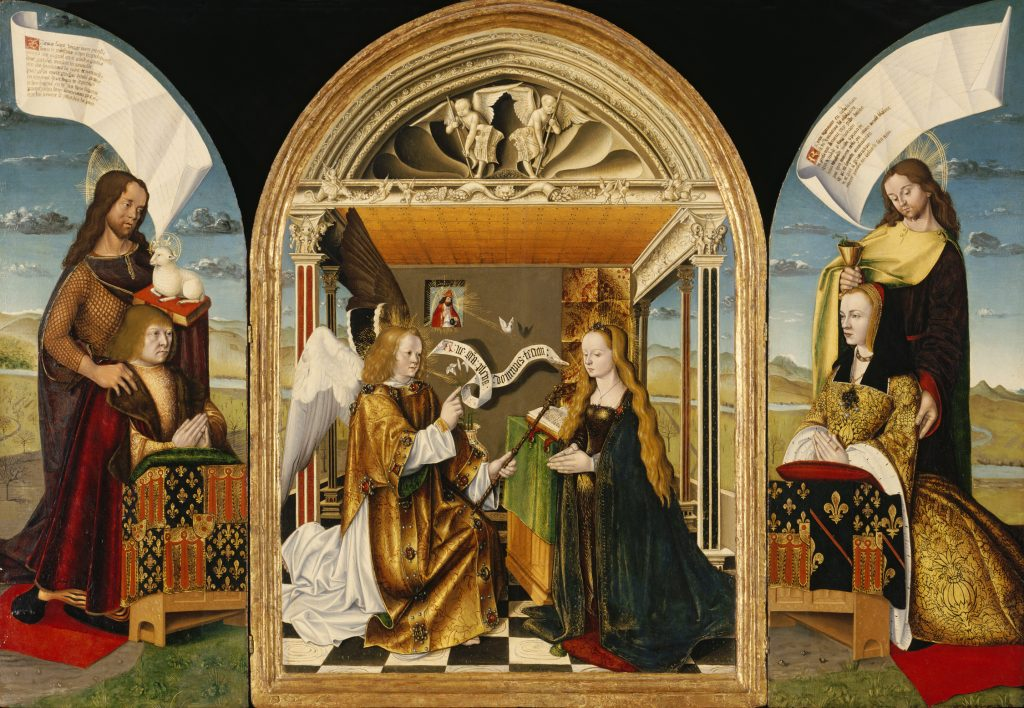
Le triptyque de l'Annonciation

### Personnalités liées à la commune
- Jean IV d'Auvergne, comte d'Auvergne.
- Jean Stuart, dernier comte d'Auvergne
- Catherine de Médicis hérite du comté d'Auvergne.
- François Cuel (1735-1811), homme politique né et décédé à Vic-le-Comte, maire de Vic-le-Comte, puis député de 1791 à 1792.
- Pierre Mallye (1781-1858), homme politique né à Vic-le-Comte, député de la Haute-Loire de 1831 à 1837 et de 1839 à 1846.
- Le pharmacien Jean-Baptiste Bargoin (1813-1885), né à Vic-le-Comte, qui fit fortune avec le café de glands doux.
- Jean-Baptiste Guyot-Lavaline (1827-1913), maire de Vic-le-Comte et sénateur du Puy-de-Dôme, né et mort à Vic-le-Comte.
- Antoine Fabre (1851-1923), homme politique, maire de Vic-le-Comte de 1888 à 1912, député du Puy-de-Dôme de 1908 à 1919.
- Jean-Luc Seigle, écrivain, dramaturge et scénariste dont la famille est originaire de Vic-le-Comte

### Héraldique et logotype

#### Héraldique
Les armes traditionnelles de la ville de Vic-le-Comte se blasonnent ainsi : D'or à trois macles de gueules remplies d'argent ; au chef de gueules plain.

Blason de la ville de Vic-le-Comte

Celui-ci a été adopté par délibération du conseil municipal de la commune du 9 juin 1978. Celle-ci reconnait les erreurs d'interprétation ayant eu lieu par rapport au blason originel d'après l'armorial général de 1696 mais ne revient pas sur celles-ci et décide que le blason de la ville sera désormais : "d'or à trois macles de gueules posées deux et un et du chef de gueule". On notera que le blason adopté par le conseil municipal ne comprend pas d'argent dans les macles alors que le blason utilisé par la commune en comprend bien.
Dans l'inventaire de 1696, Charles D'Hozier en donnait le champ suivant : D’argent à trois macles de gueules ; au chef du même.

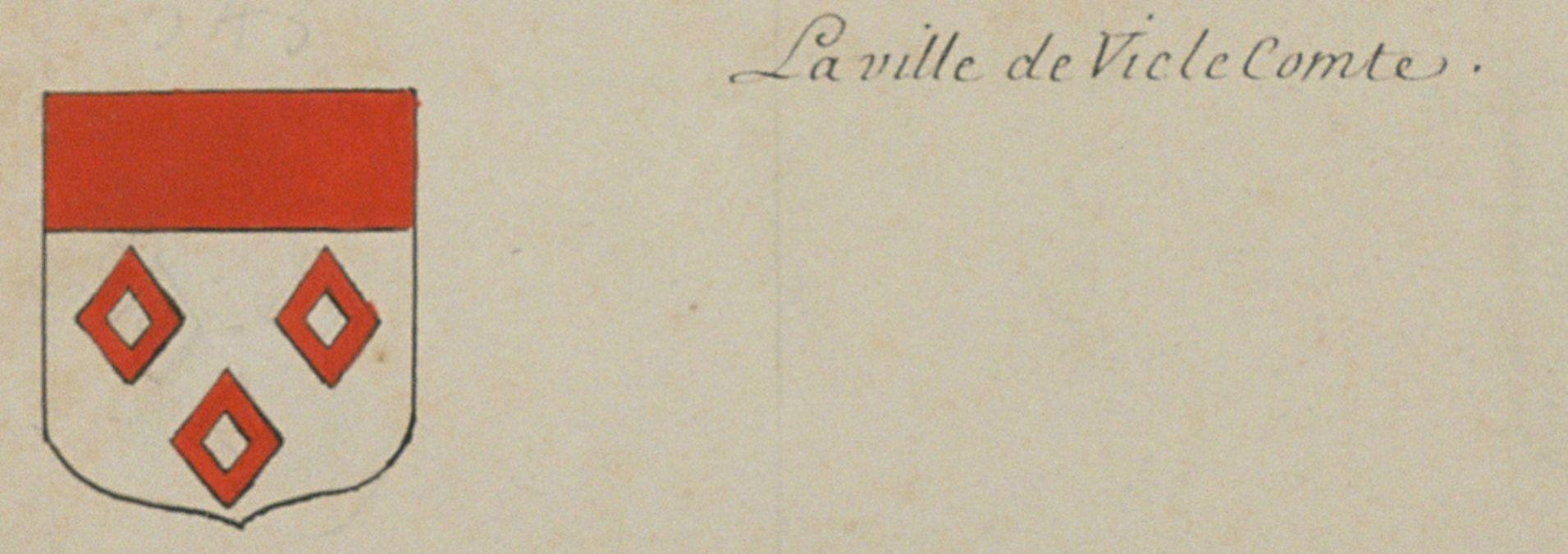
Blason de la ville de Vic-le-Comte d'après Charles D'Hozier dans l'Armorial général de France (édit de 1696), 2^{e} volume, Auvergne, folio N°288.

#### Logotype
Le logo actuel de la commune est le suivant :

Logo actuel de la commune de Vic-le-Comte